# Piesza trasa turystyczno-kulturowa Bronowice Małe – Mydlniki
Piesza trasa turystyczno-kulturowa Bronowice Małe – Mydlniki – trasa spacerowa na terenie Dzielnicy VI Bronowice w Krakowie licząca około 10 km długości. Obejmuje lub przebiega w pobliżu około 40 obiektów – zabytkowych budowli lub innych historycznych miejsc na terenie Bronowic Małych i Mydlnik.

## Historia powstania
Trasa została wytyczona z inicjatywy Towarzystwa Przyjaciół Bronowic przy wsparciu Rady Dzielnicy VI oraz lokalnych instytucji do spraw turystyki. Oznakowania trasy w terenie dokonano w czerwcu 2008 roku.

## Oznakowanie i przebieg trasy
Szlak w terenie znakowany jest symbolami w postaci biało-niebieskich kwadratów podzielonych po przekątnej.
Szlak rozpoczyna się w rejonie pętli tramwajowej Bronowice Małe w Krakowie, na skrzyżowaniu ulic Balickiej i Zielony Most. Początkowo prowadzi w kierunku północno-zachodnim przez centrum dawnej wsi Bronowice Małe, ulicami Zielony Most, Katowicką, W. Tetmajera, Pod Strzechą. Następnie – w kierunku południowo-zachodnim, ulicami S. Witkiewicza, S. Brzozowskiego, M. Wójcickiego w rejonie Fortu 41a i dalej ulicami E. Godlewskiego i Balicką do centrum Mydlnik. Stąd trasa kieruje na południe ulicą Zakliki z Mydlnik i zawraca na wschód alejką przez park Młynówka Królewska (przecinając tory kolejowe), ścieżką wzdłuż Młynówki, ulicami Zygmunta Starego i Filtrową oraz deptakiem Młynówka Królewska aż do ulicy L. Rydla, którą następnie w kierunku północnym prowadzi do pętli tramwajowej Bronowice.
Dokładnym przebieg trasy przedstawiono na tablicach informacyjnych umieszczonych:
- przy ul. Balickiej 16 (obok supermarketu w sąsiedztwie pętli tramwajowej Bronowice Małe),
- na parkingu przy ul. Tetmajera,
- przy dawnej pętli autobusowej w Mydlnikach, w pobliżu kościoła.

## Galeria obiektów na trasie
Poniżej przedstawiono atrakcje turystyczne trasy z zachowaniem numeracji zastosowanej na oryginalnych tablicach informacyjnych. Nie wszystkie obiekty leżą blisko trasy, w niektórych przypadkach ich odwiedzenie wymaga zejścia z oznakowanej trasy na znaczną odległość – obiekty takie oznaczono gwiazdką (*).

### Bronowice Małe – Północ (Stara Wieś)

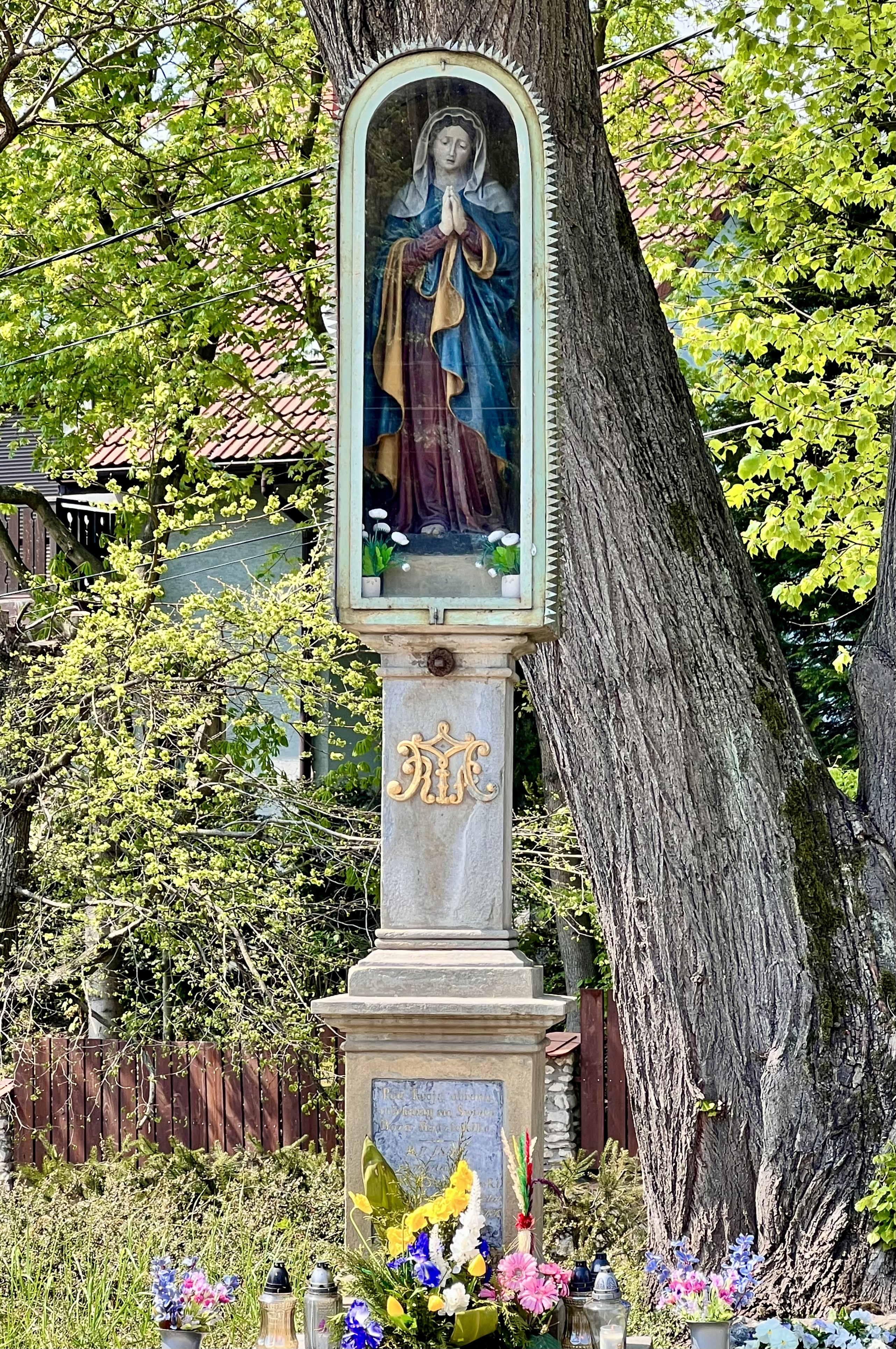
1. Kapliczka Matki Bożej z 1850 r., ul. Katowicka / Zielony Most
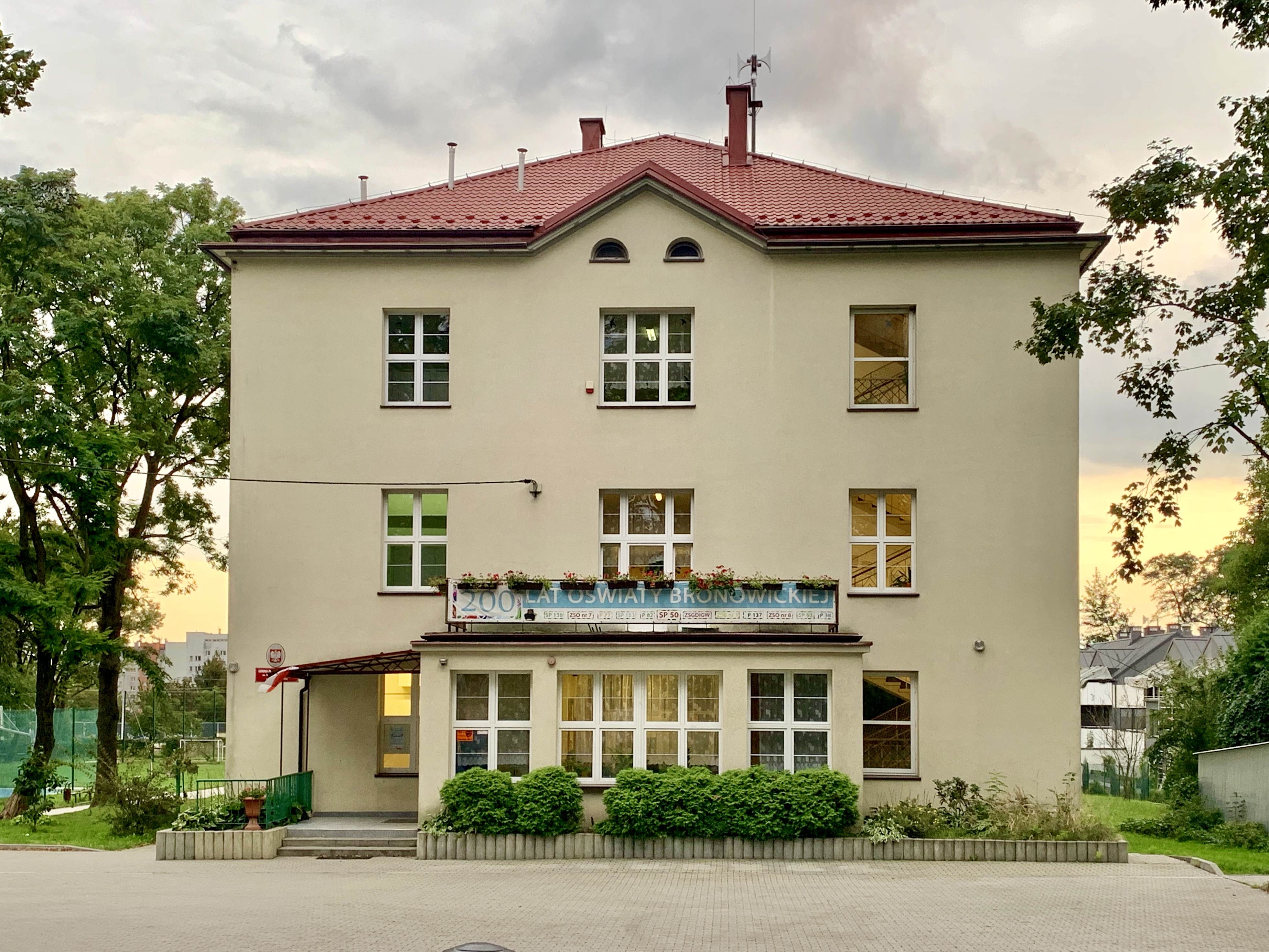
2. Szkoła Podstawowa nr 50, lata bud. 1932–1935, ul. Katowicka 28
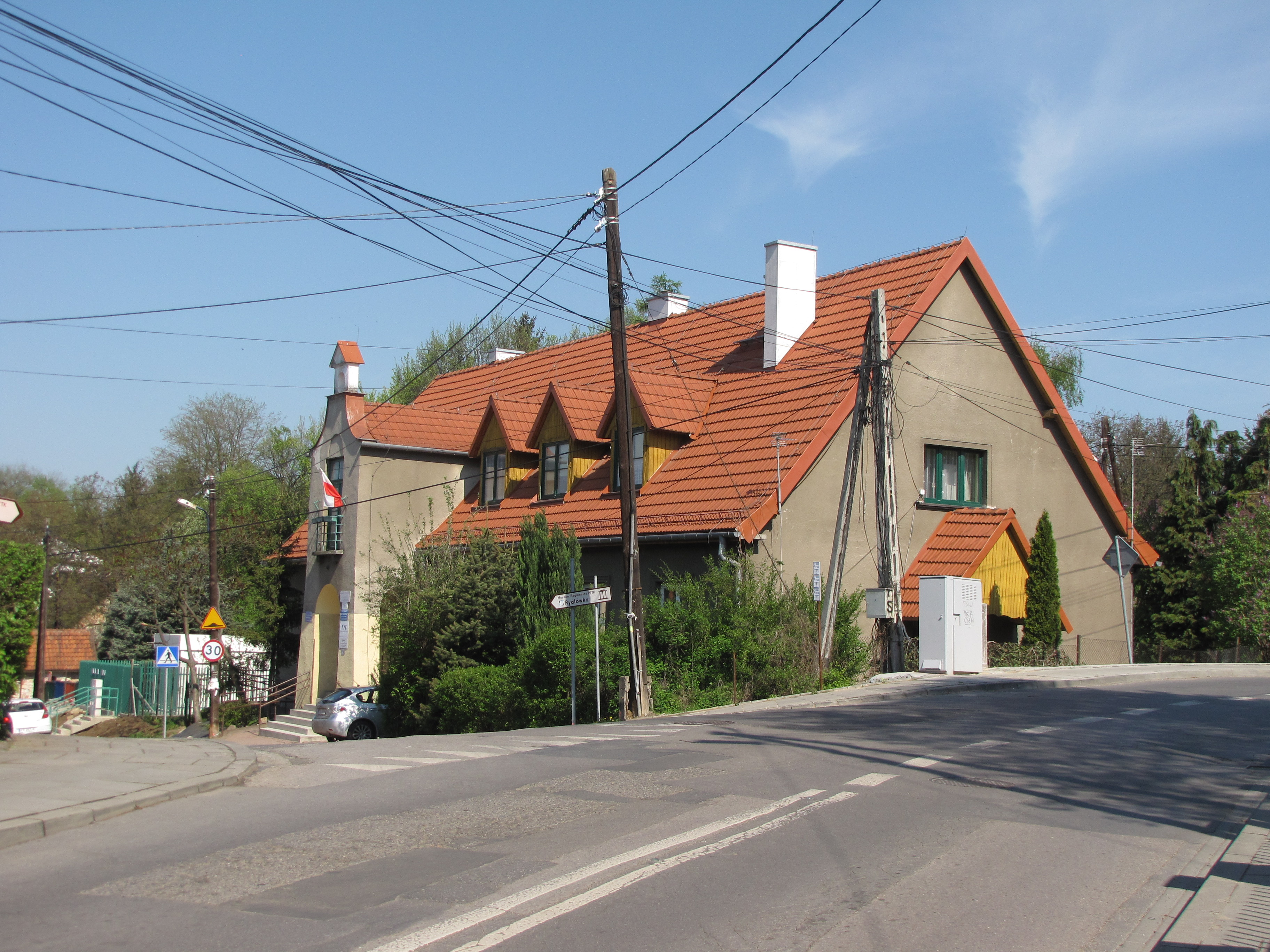
3. Dawna siedziba szkoły, ul. Tetmajera 2
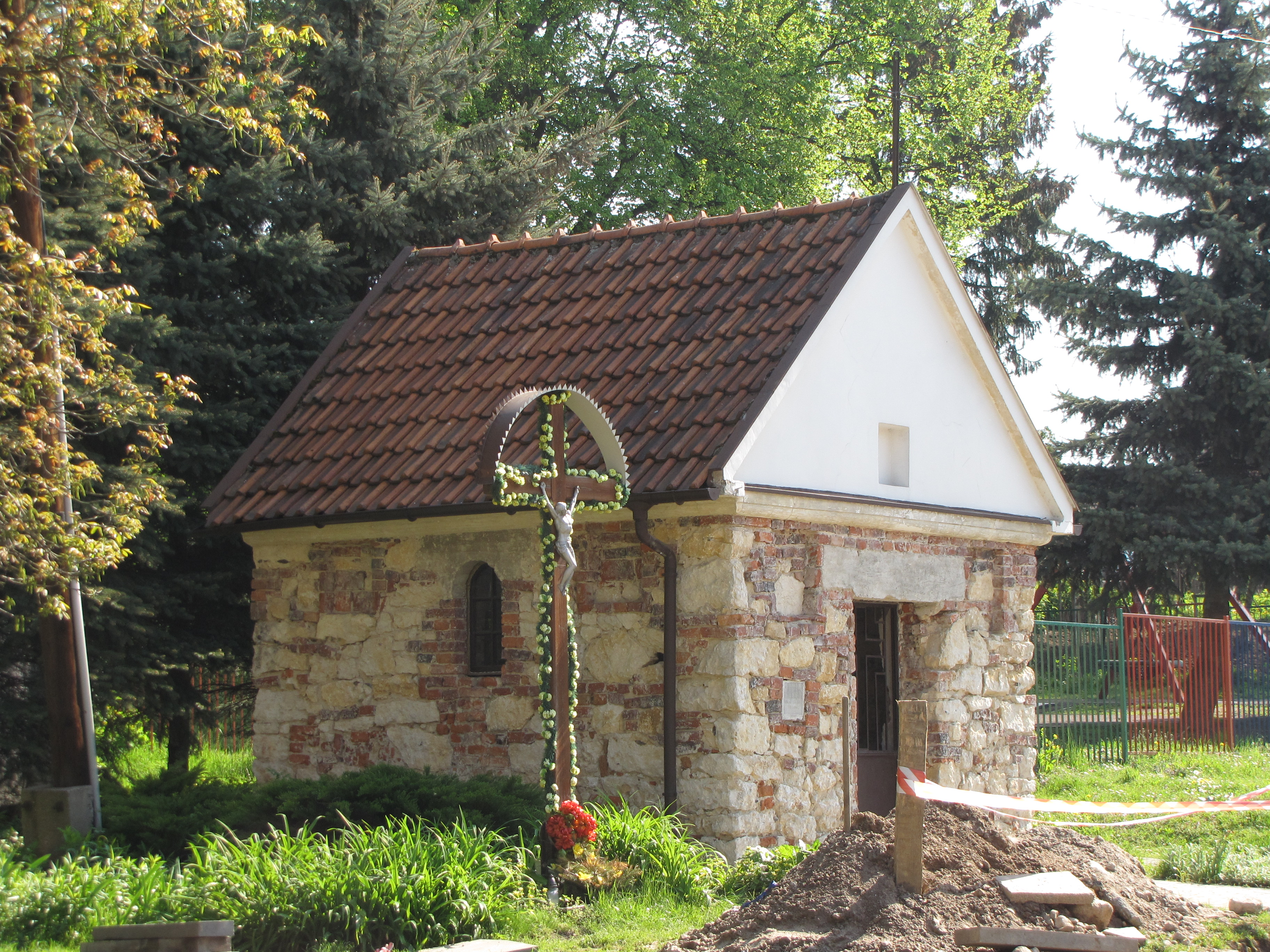
4. Kapliczka św. Jakuba z 1867 r., ul. Tetmajera
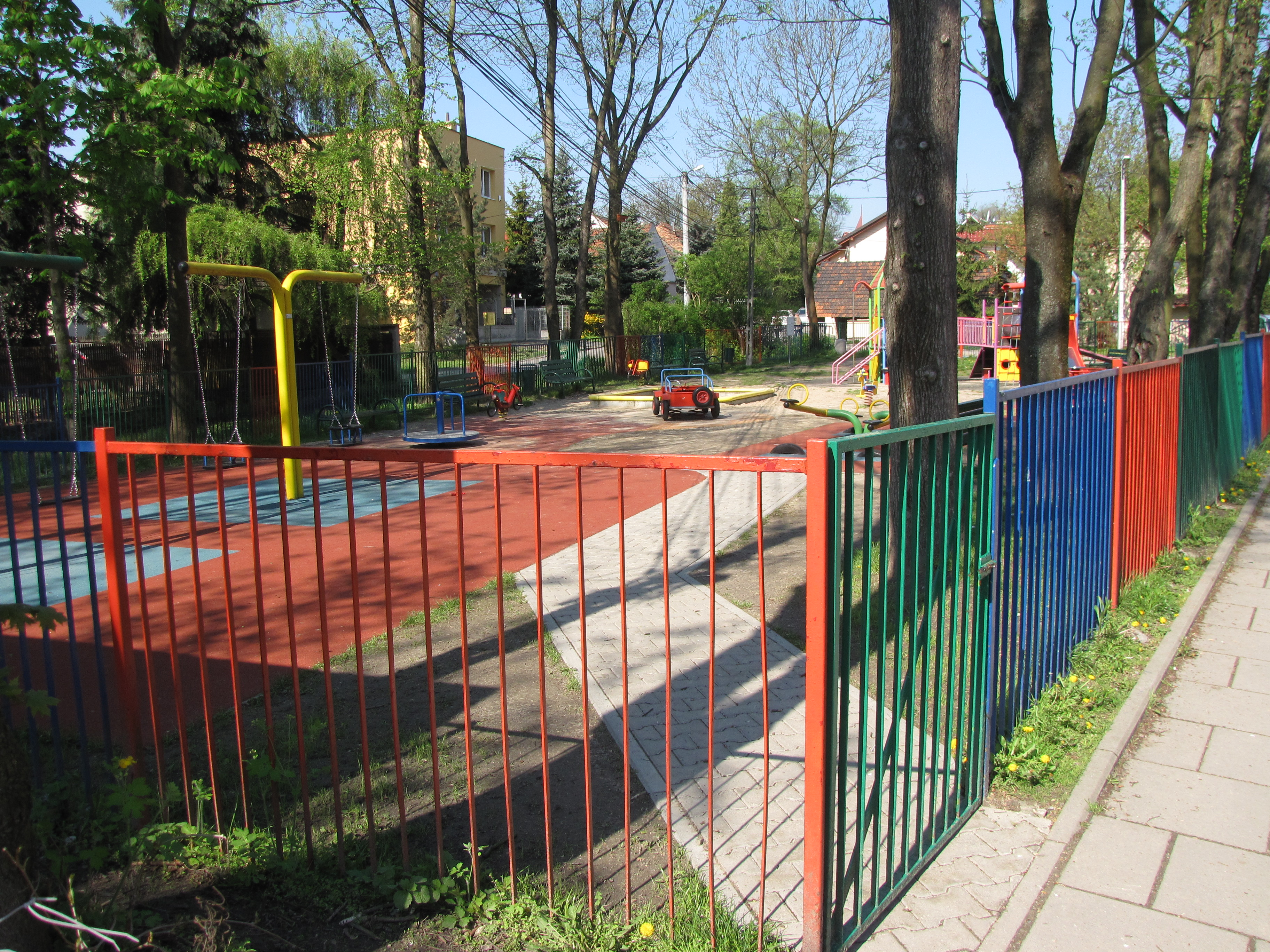
5. Plac zabaw – do lat 60. XX w. staw, ul. Tetmajera / Pod Strzechą
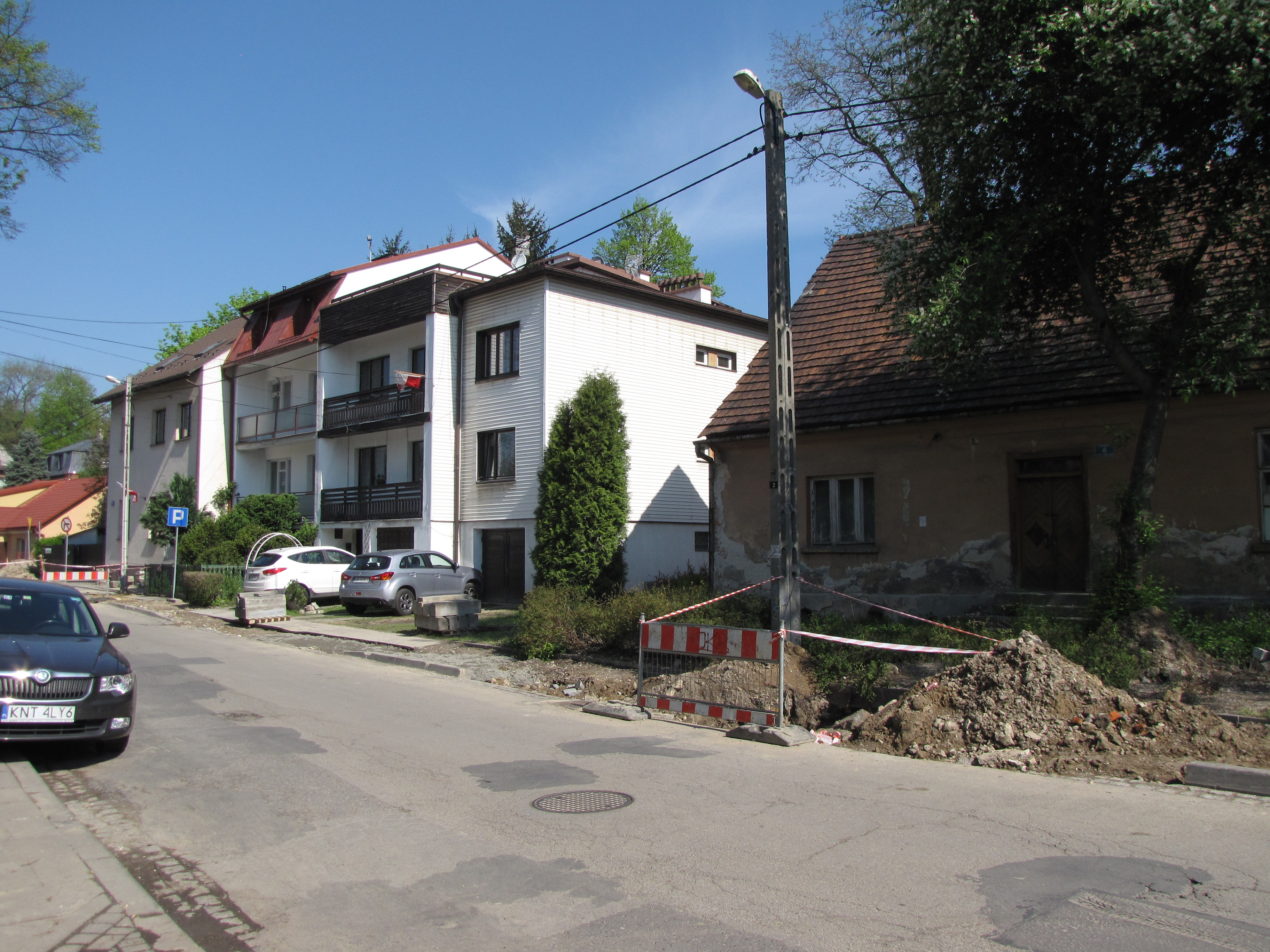
6. Miejsce po karczmie, wyburzonej w latach 60. XX w., ul. Tetmajera 8
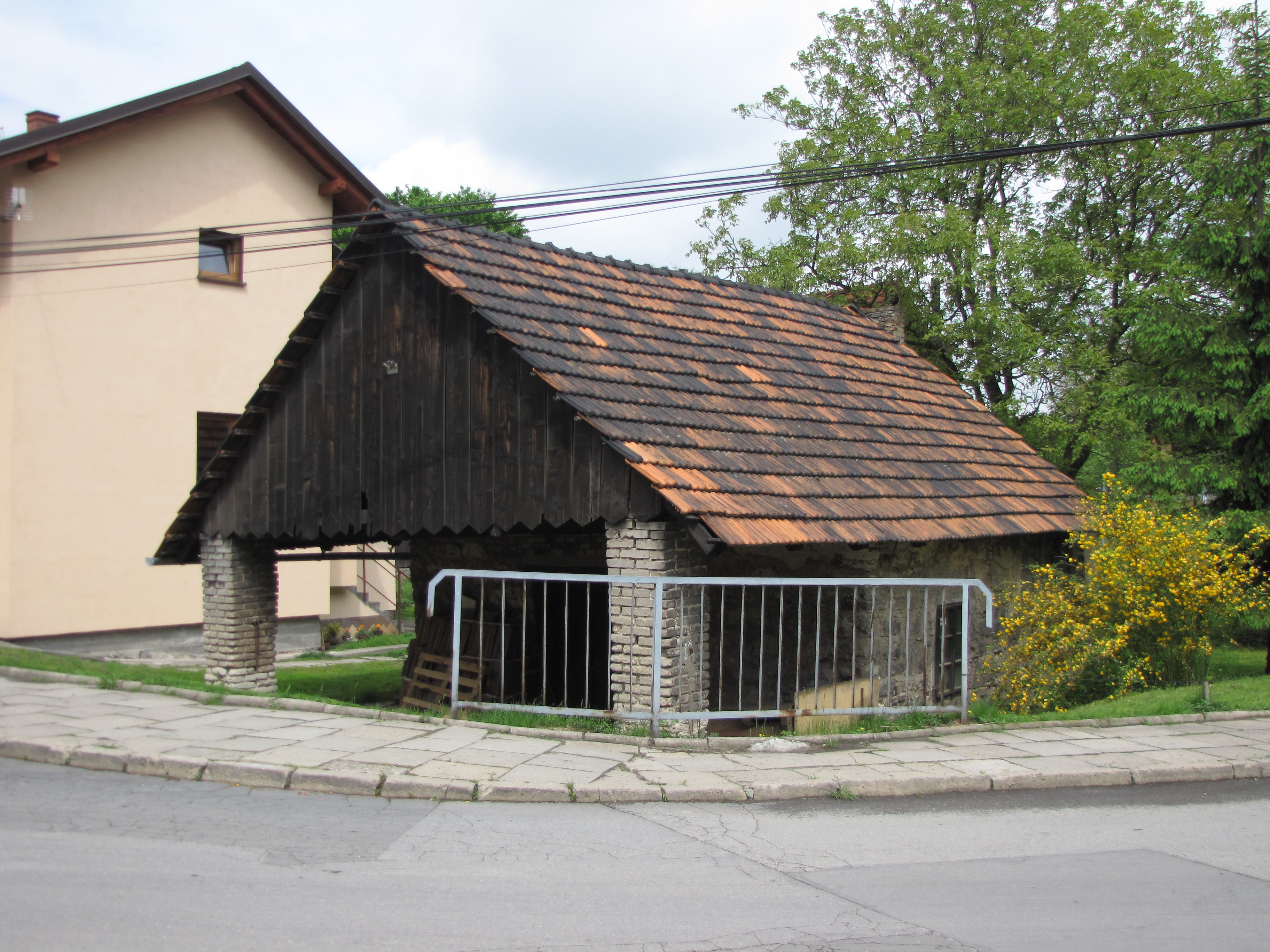
7. Stara, kamienno-murowana kuźnia z 2 połowy XIX w., ul. Pod Strzechą 2
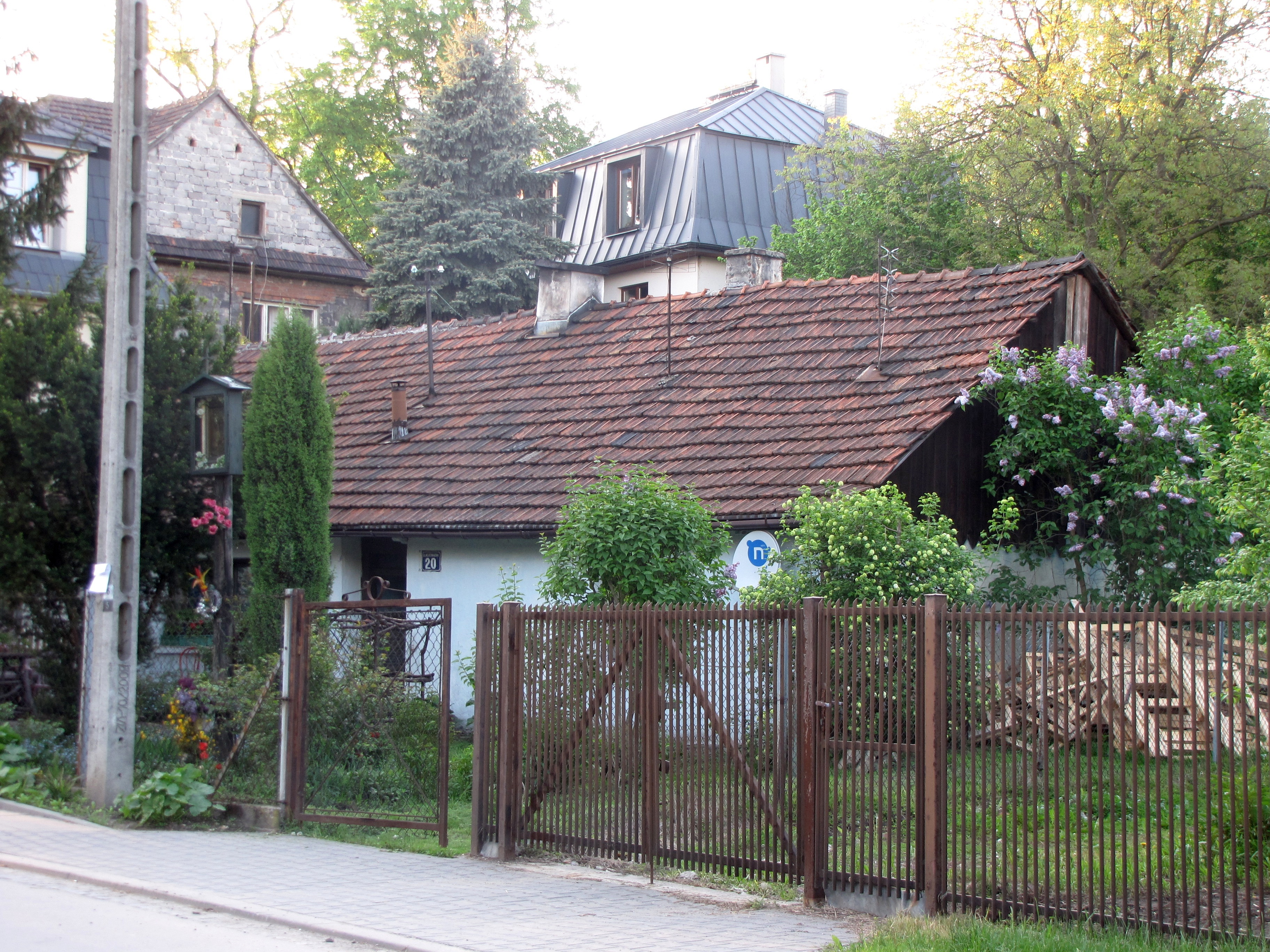
8. Bronowicka, tradycyjnie bielona chałupa z 1908 r., ul. Tetmajera 20
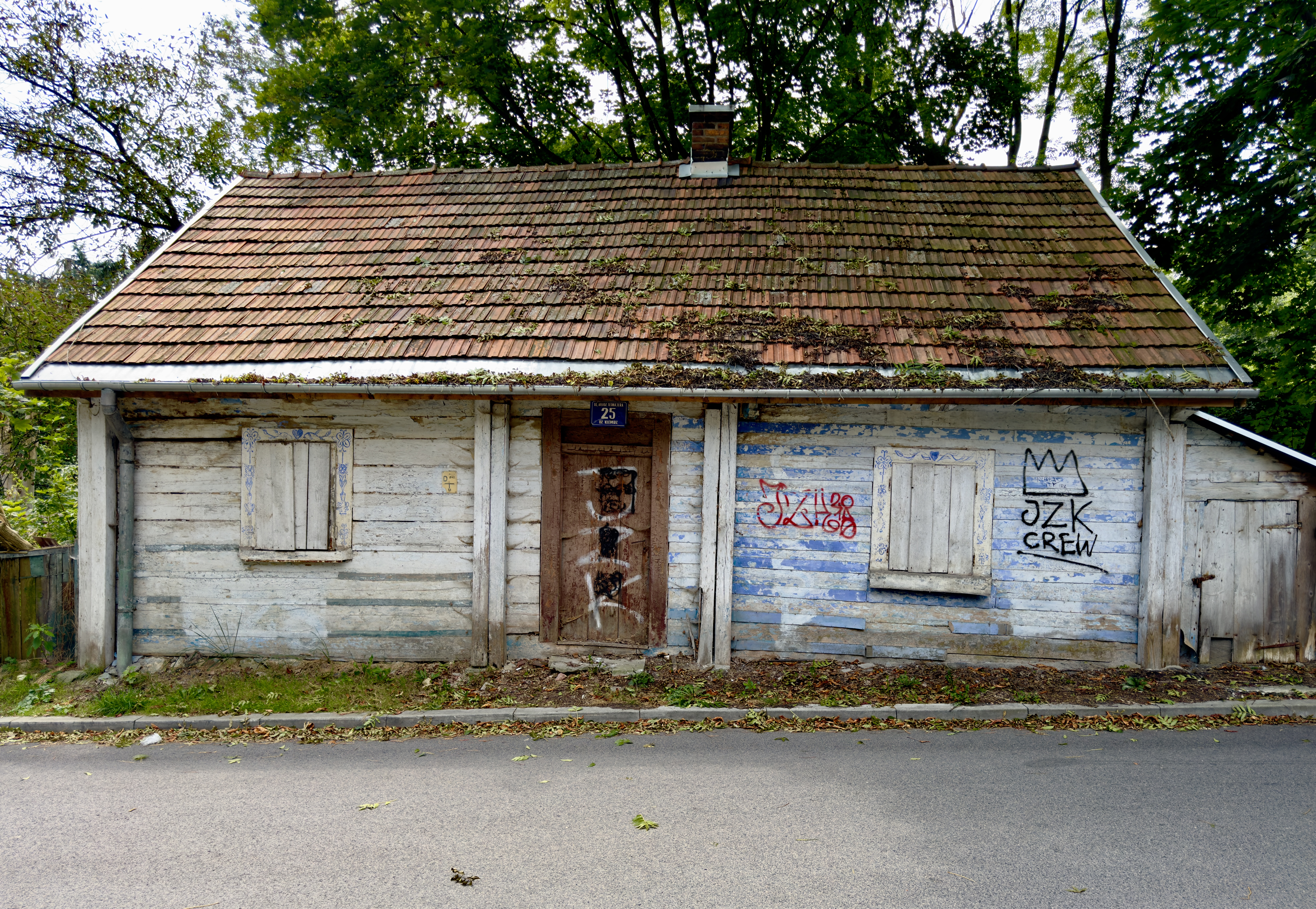
9. Bronowicka chałupa z 1912 r., ul. Tetmajera 25
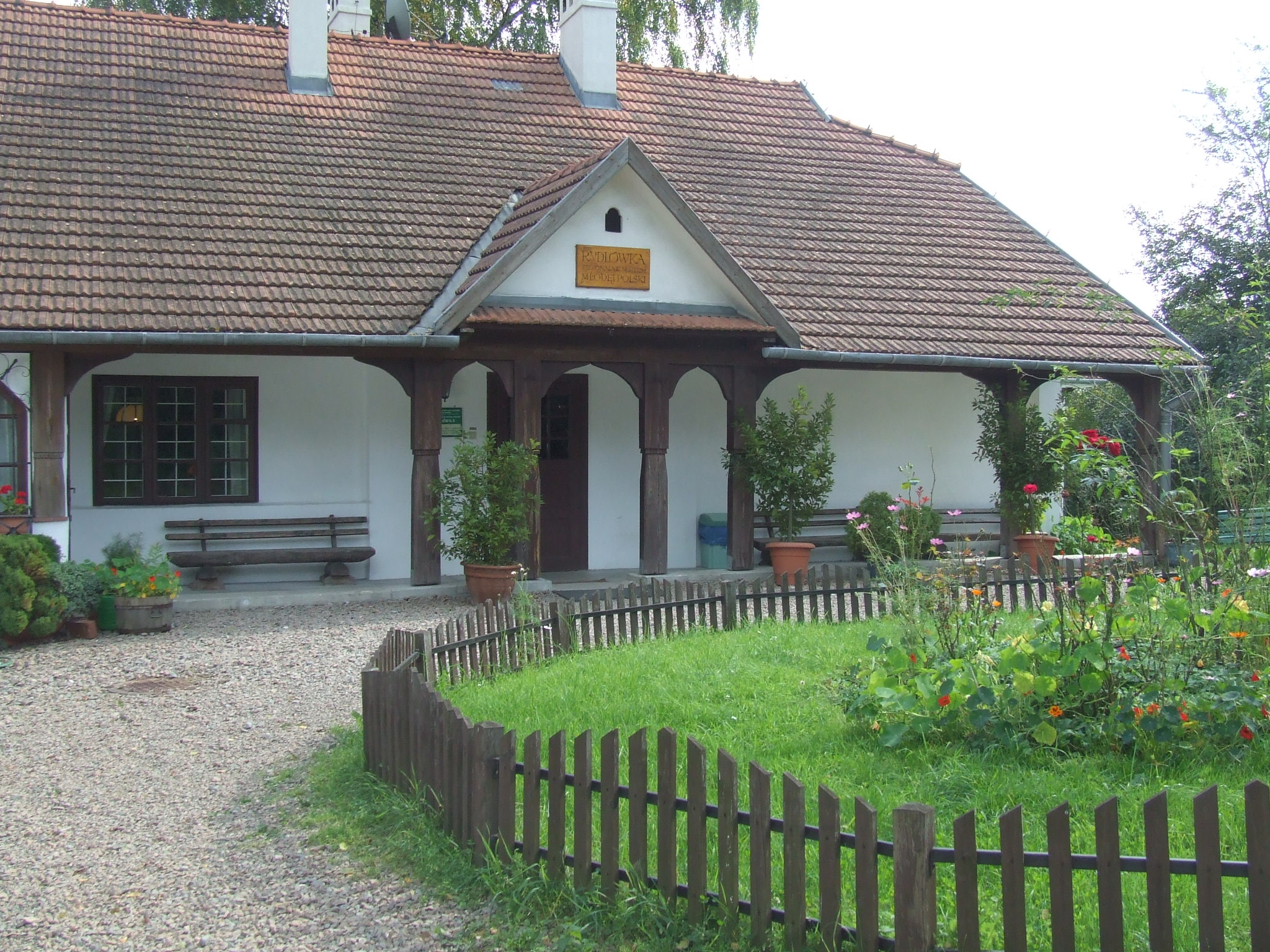
10. Rydlówka, ul. Tetmajera 28
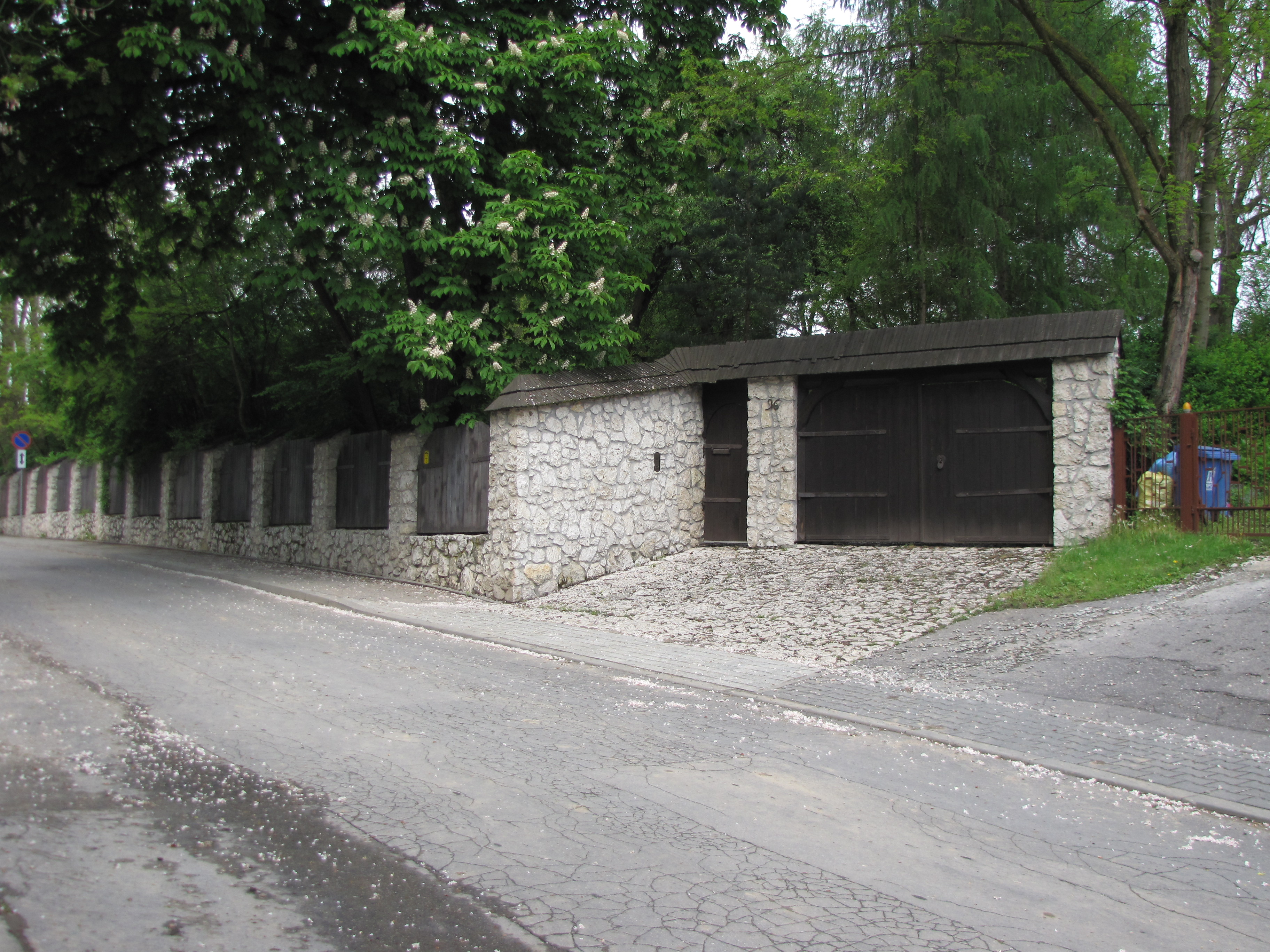
11. Brama wjazdowa do dworku Tetmajerówka, ul. Tetmajera 36
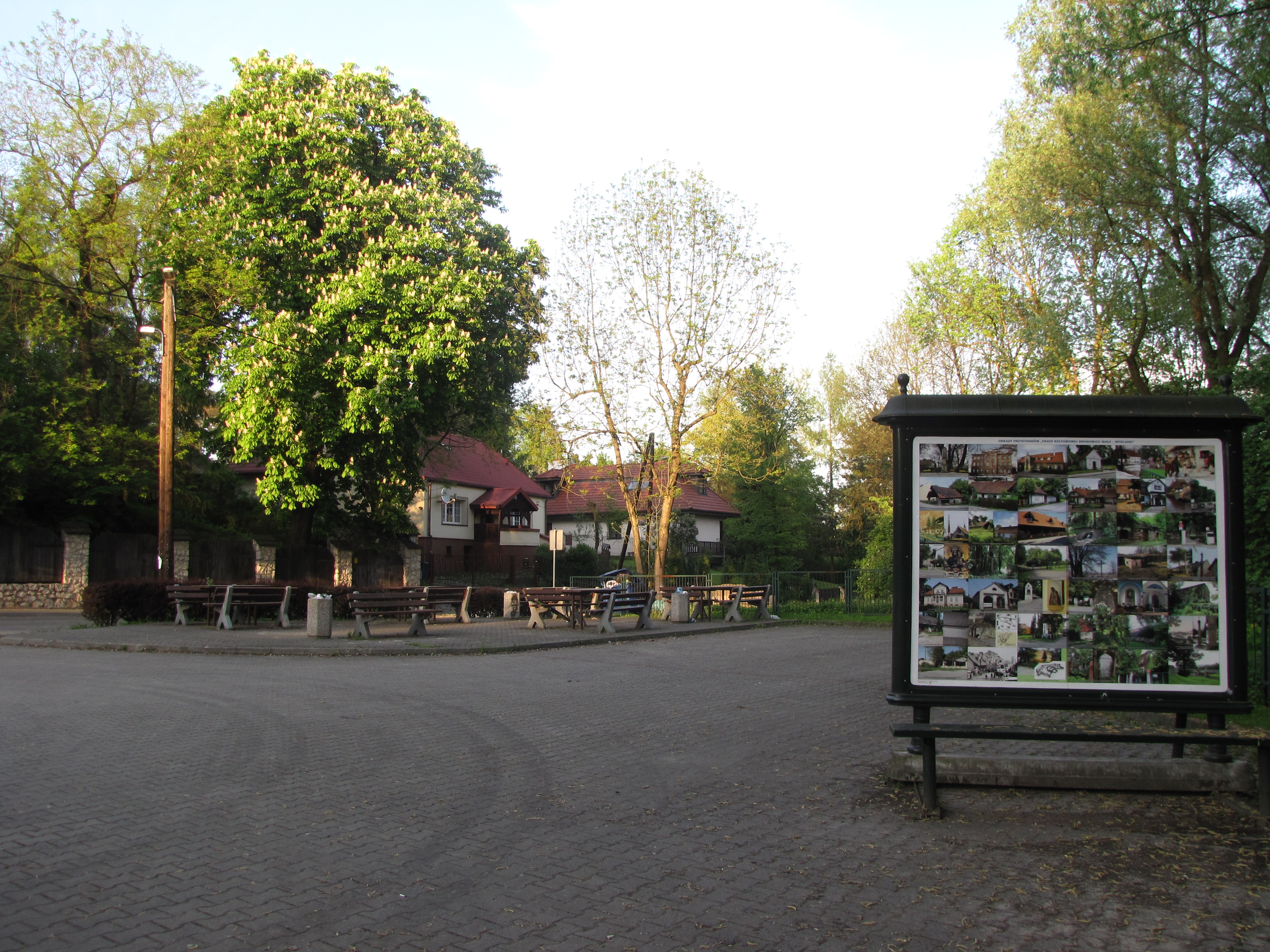
12. Parking – do lat 60. XX w. staw, potem plac omłotowy, ul. Tetmajera
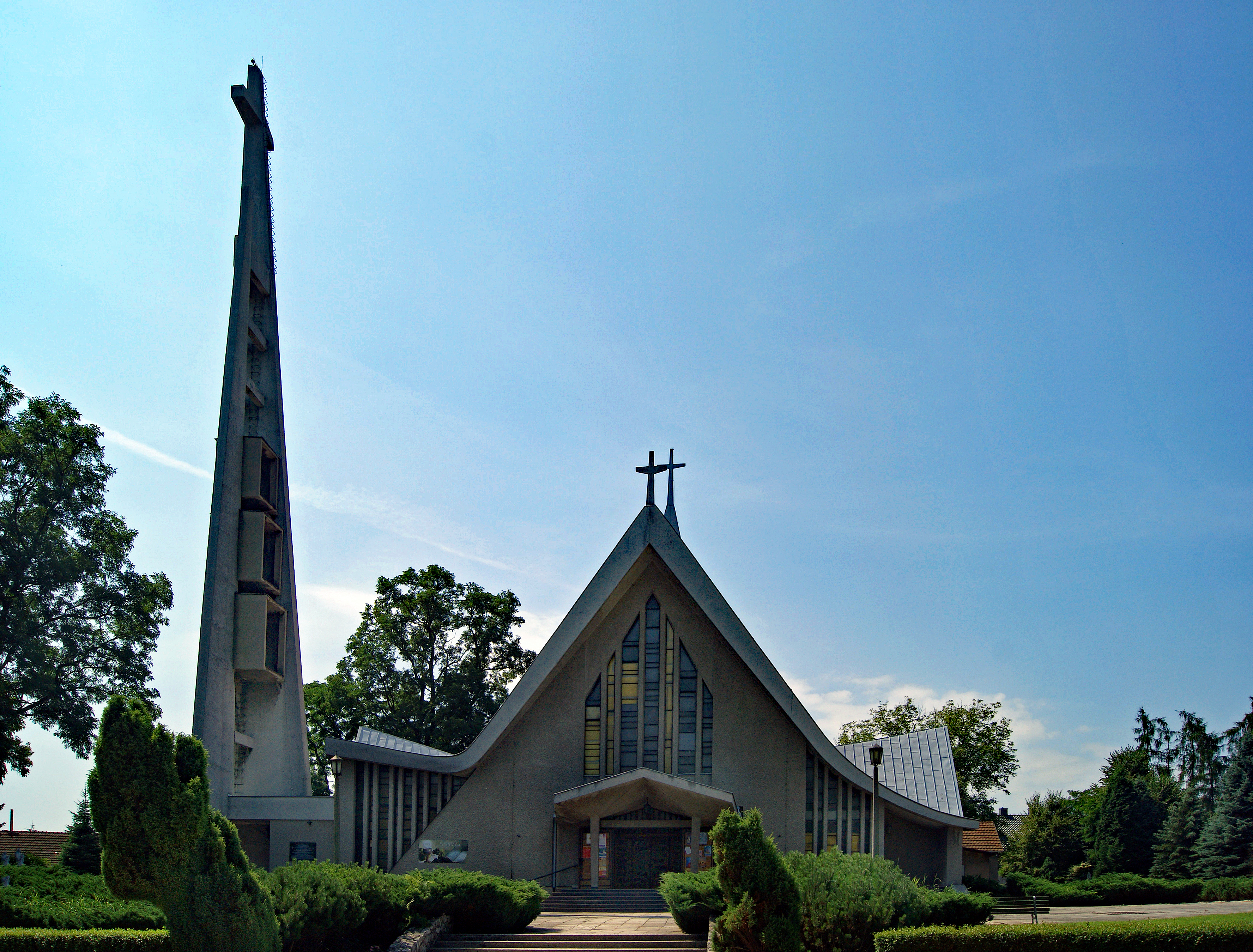
13. Kościół św. Antoniego Padewskiego, ul. Pod Strzechą 16
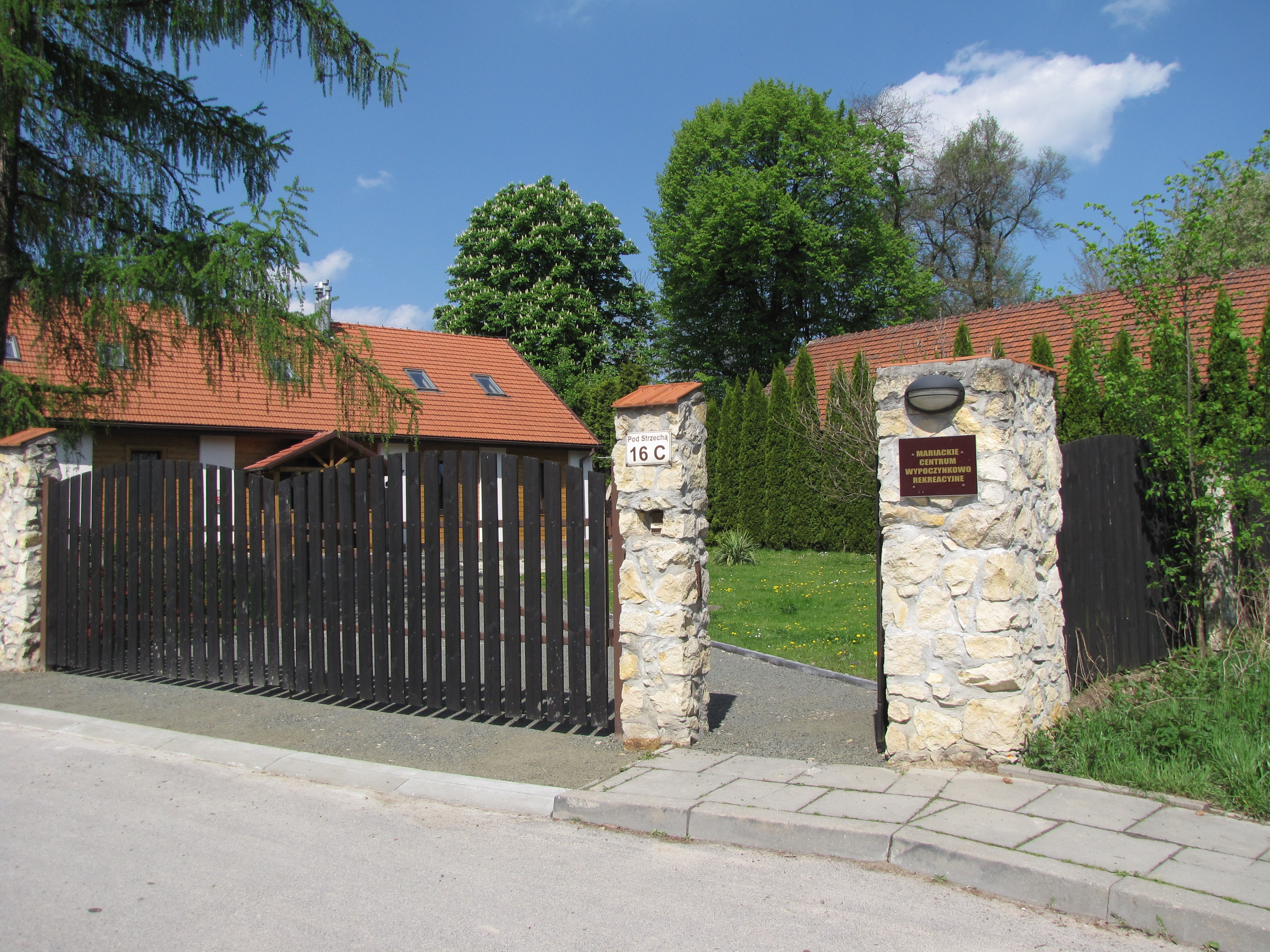
14. Dawna stodoła i stajnia Dworu Mariackiego, ul. Pod Strzechą 16 C
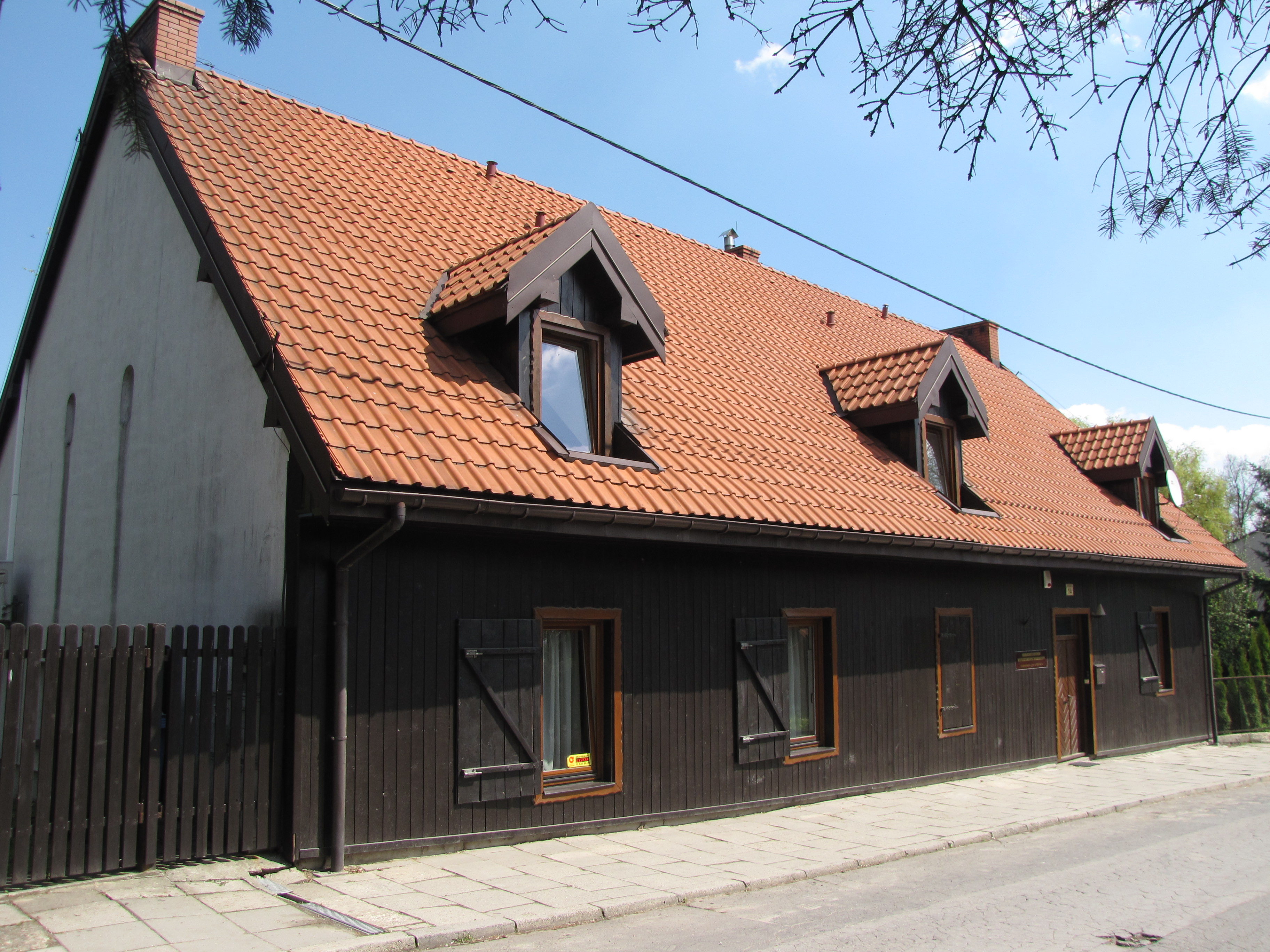
15. Dawne czworaki Dworu Mariackiego, ul. Pod Strzechą 14
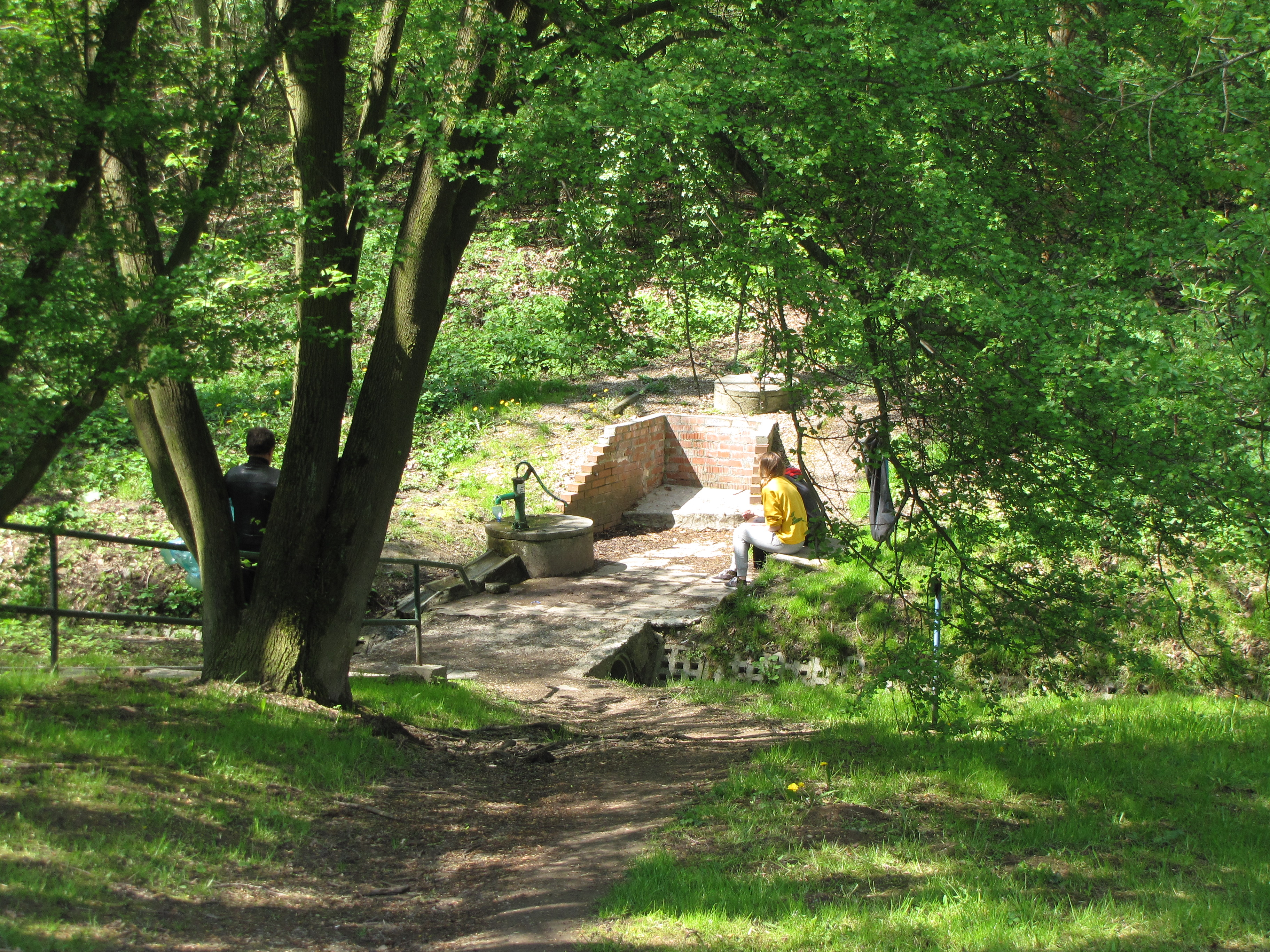
16. Ujęcie wodne – „Źródełko”, ul. Tetmajera / Truszkowskiego
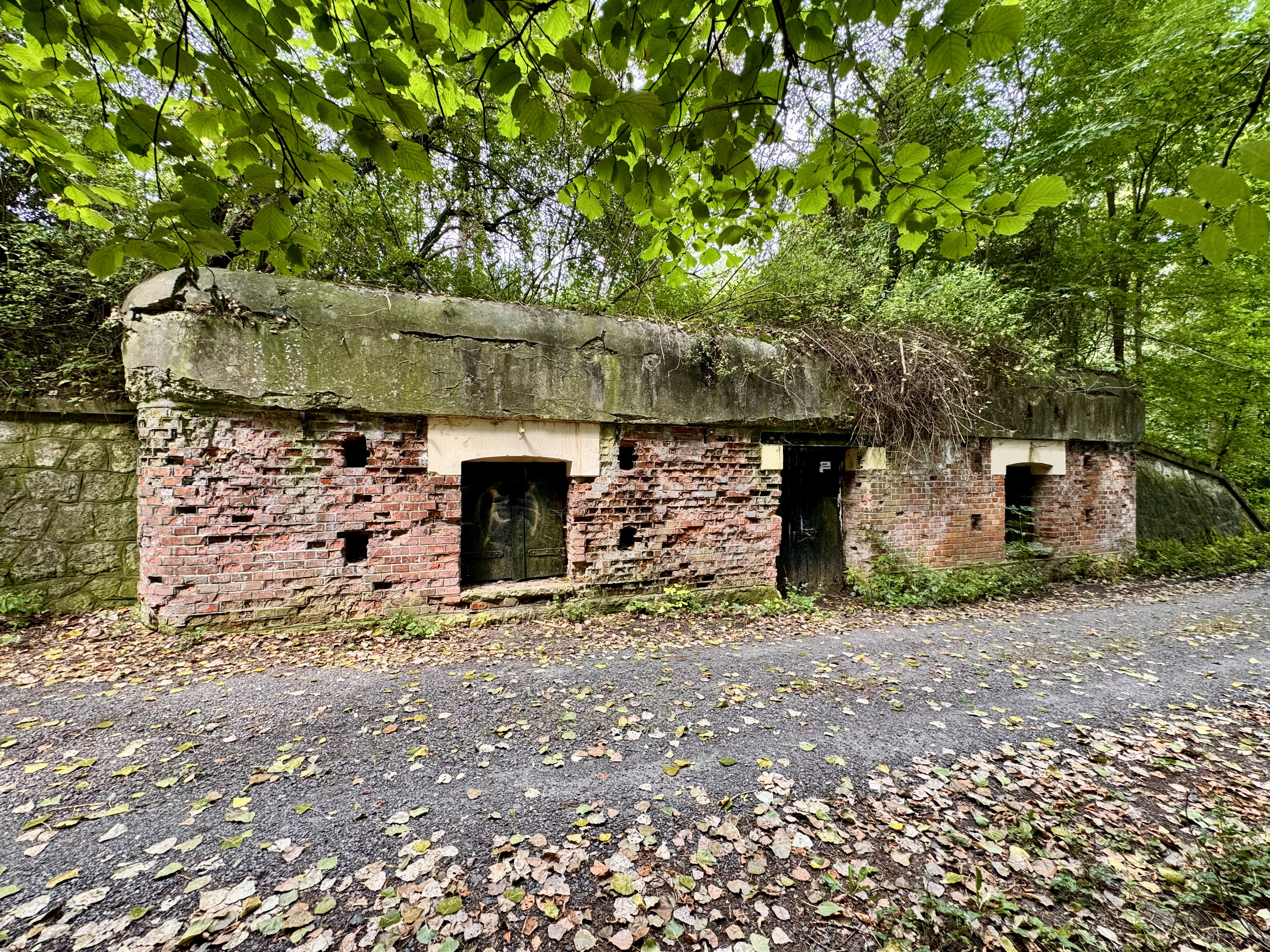
17. Schron amunicyjny „Bronowice”, ul. Tetmajera

### Bronowice Wielkie

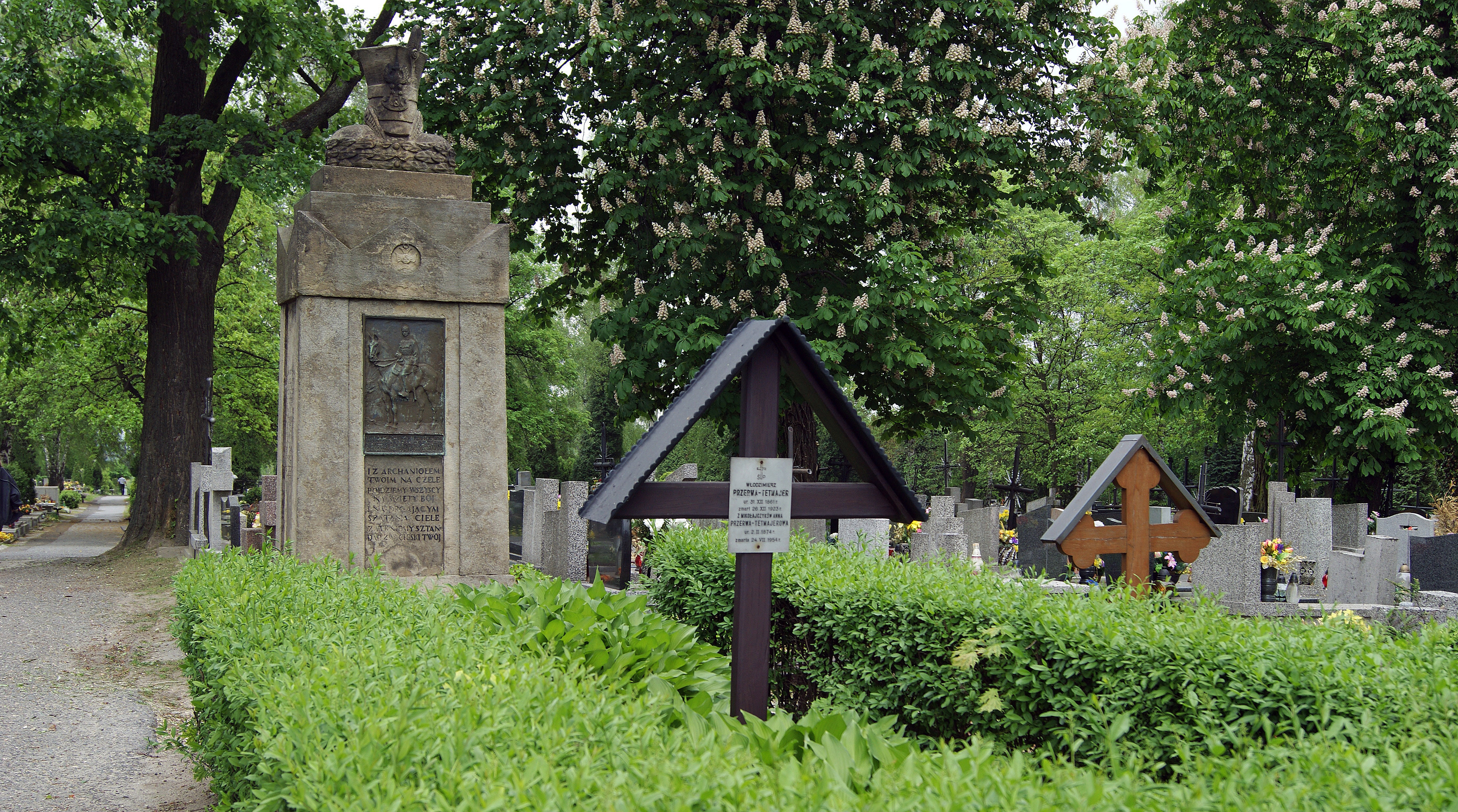
18.* Cmentarz Bronowicki, ul. Pasternik
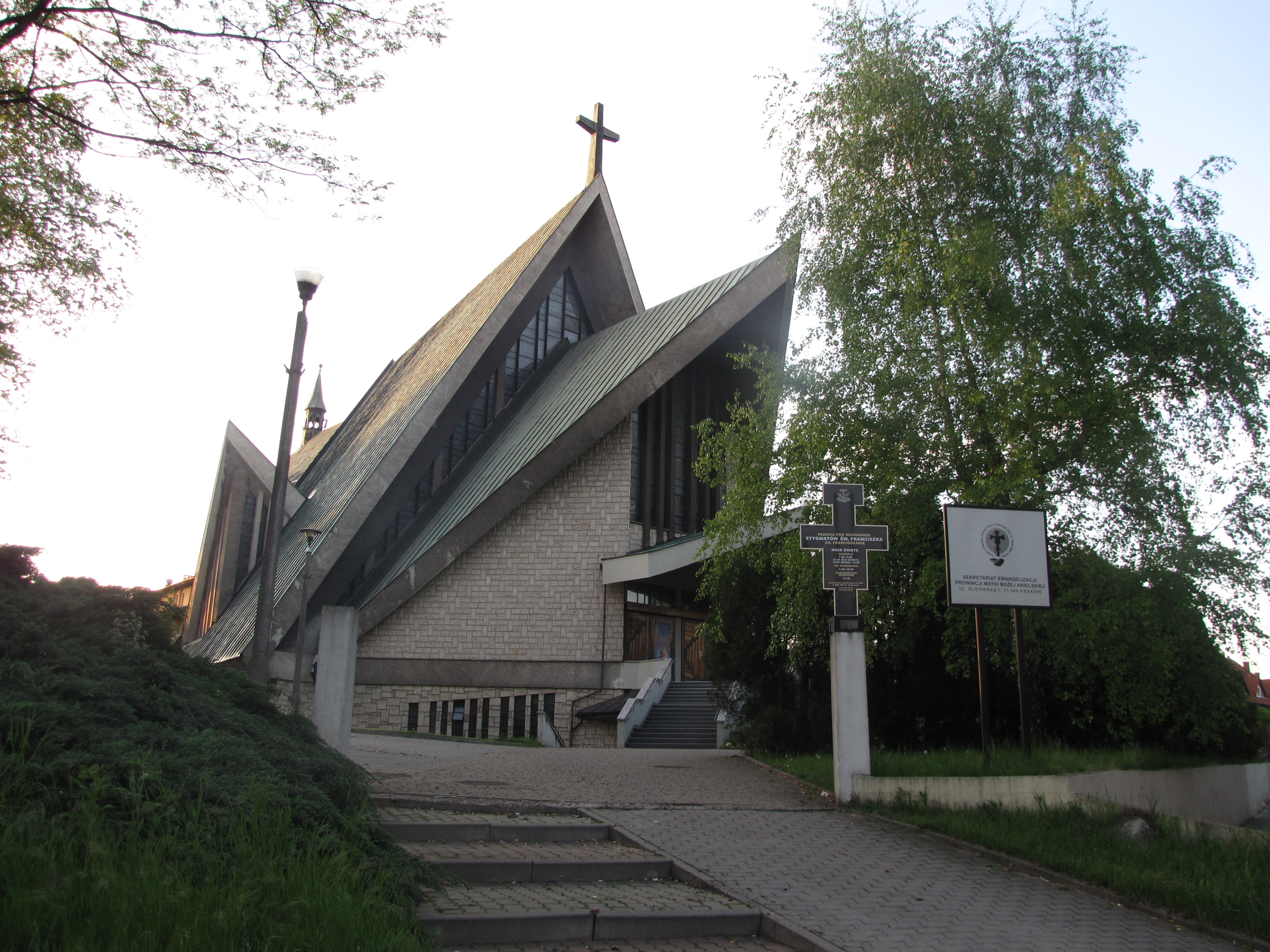
19.* Kościół pw. Stygmatów św. Franciszka, ul. Ojcowska 1

### Szlak Twierdzy Kraków

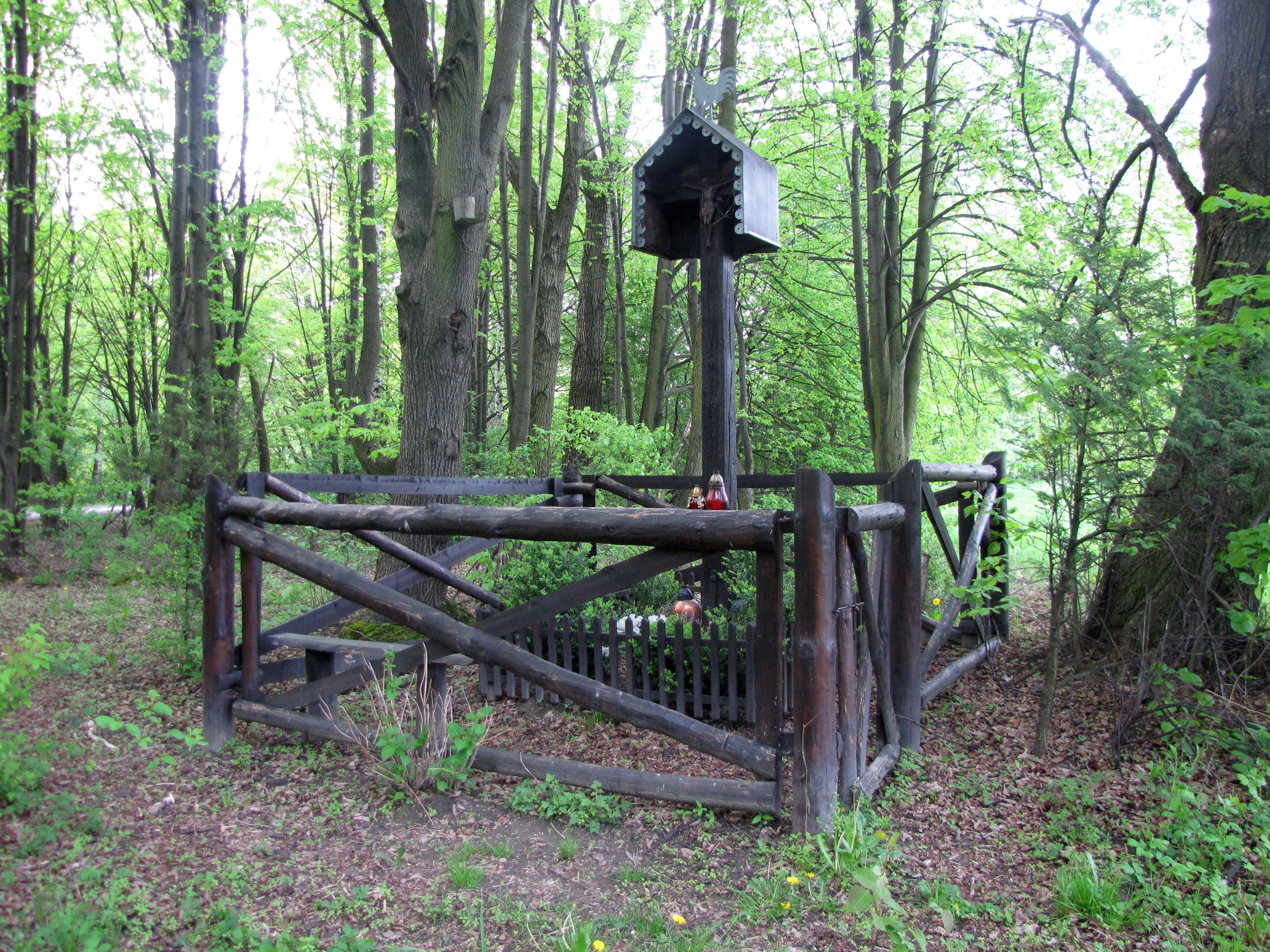
20. Drewniany krzyż z początku XX wieku, ul. Tetmajera (za rondem)
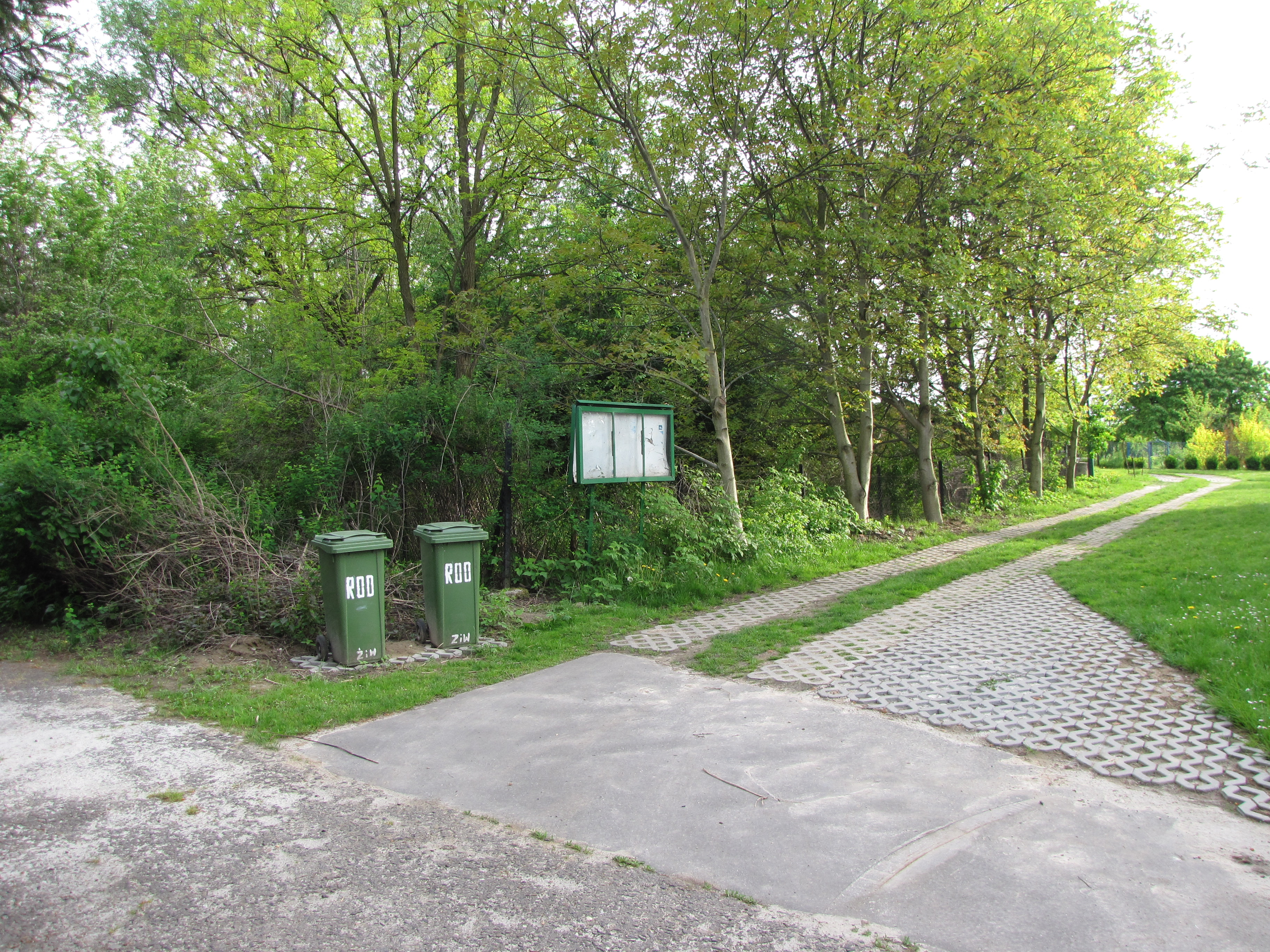
21. Fort 41 „Bronowice Małe”, ogródki działkowe, ul. Majora Łupaszki
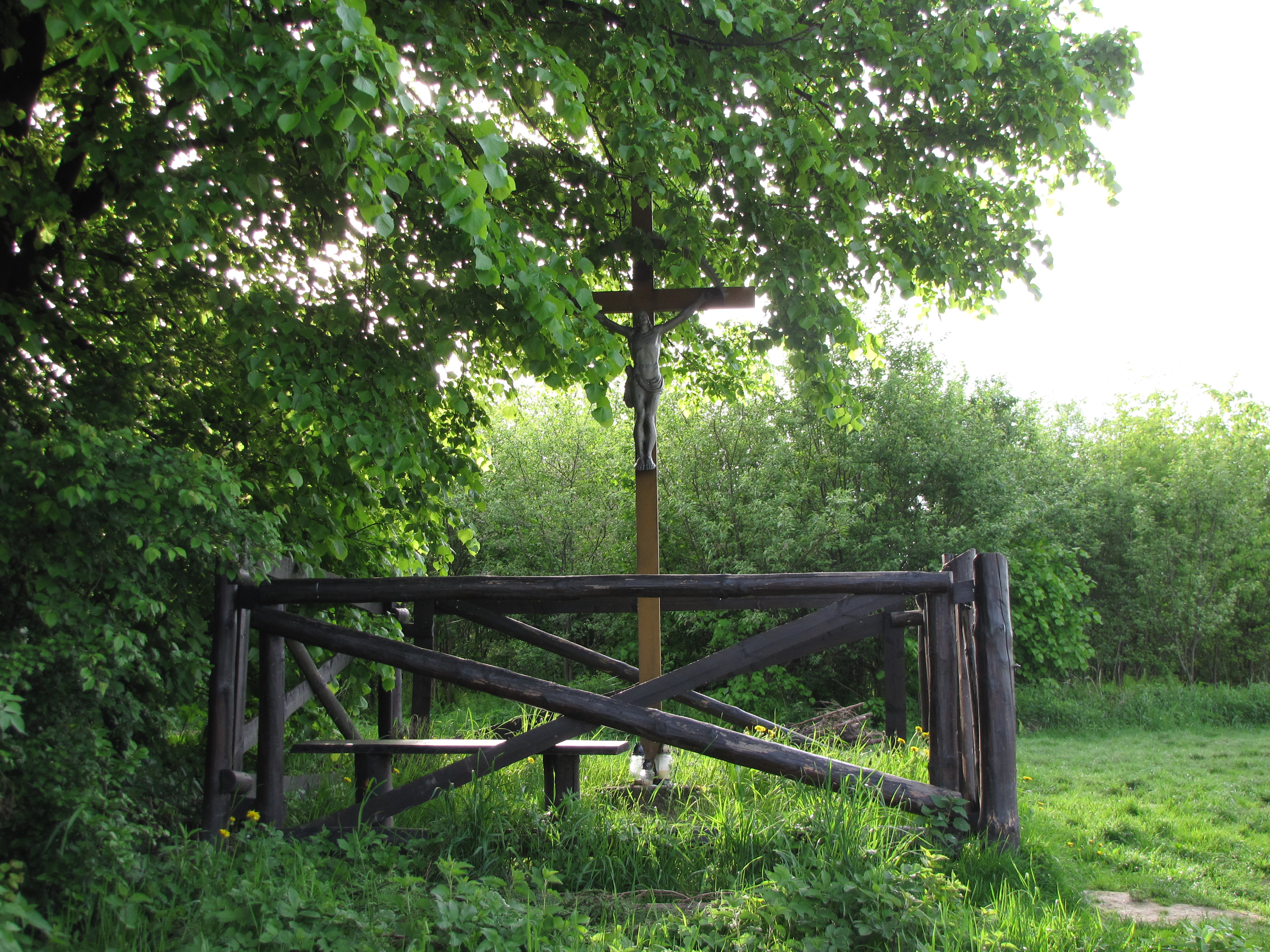
22. Krzyż pod lipką, miejsce procesji, punkt widokowy, ul. Witkiewicza
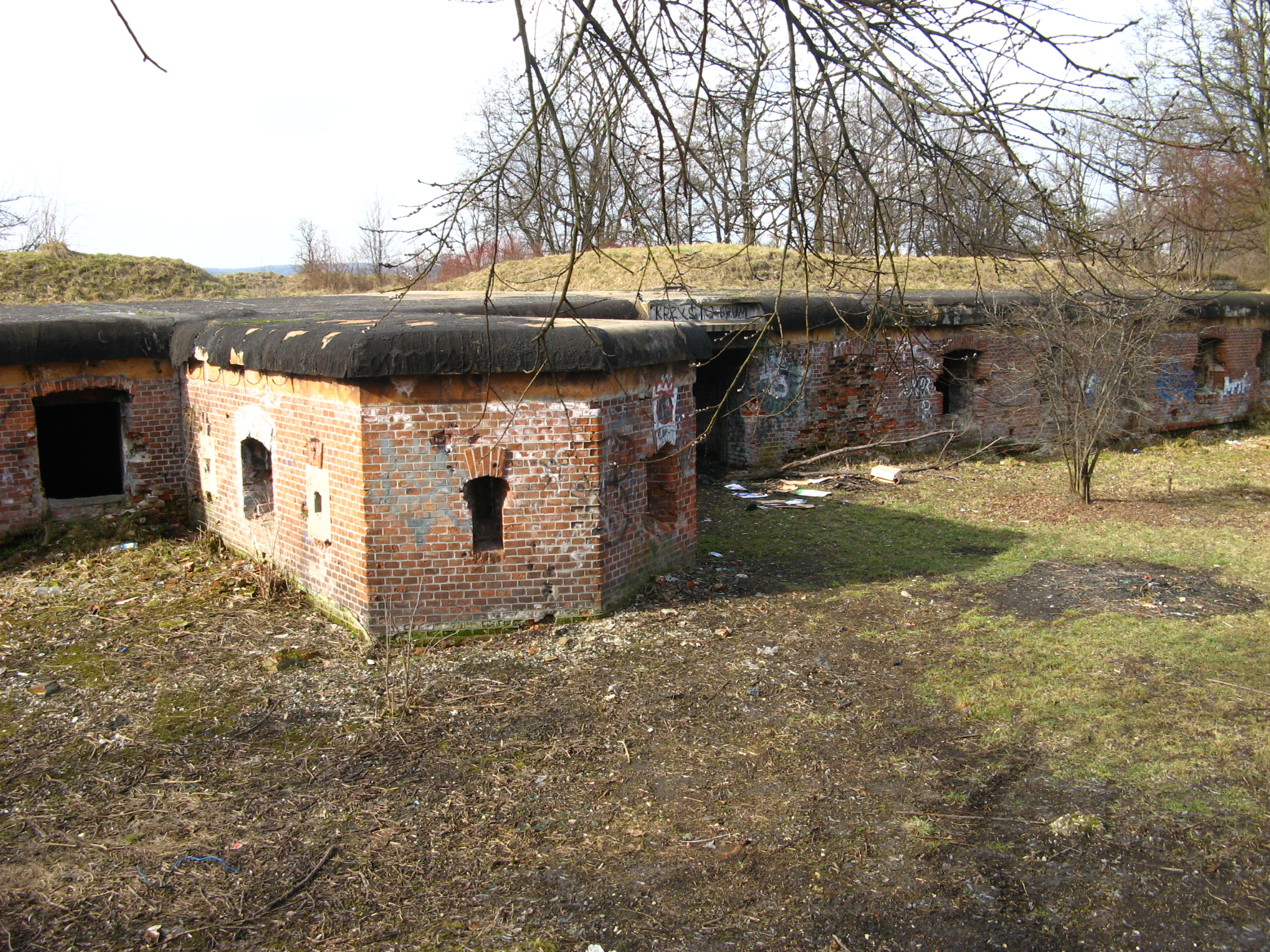
23. Fort pomocniczy piechoty 41a „Mydlniki”, ul. Wójcickiego

### Mydlniki

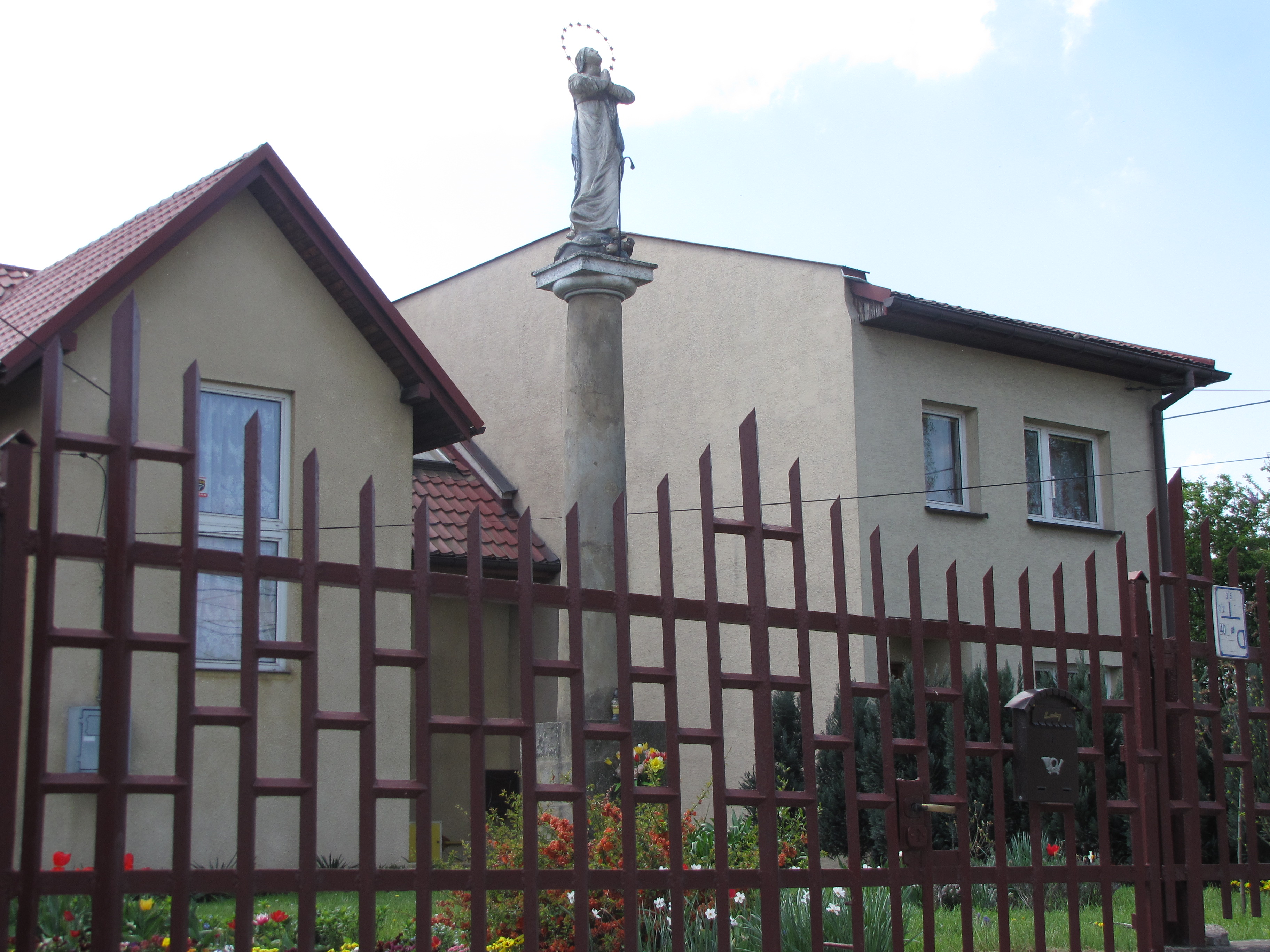
24. Figura Matki Bożej z 1830 r. na pręgierzu z XVII w., ul Balicka 200
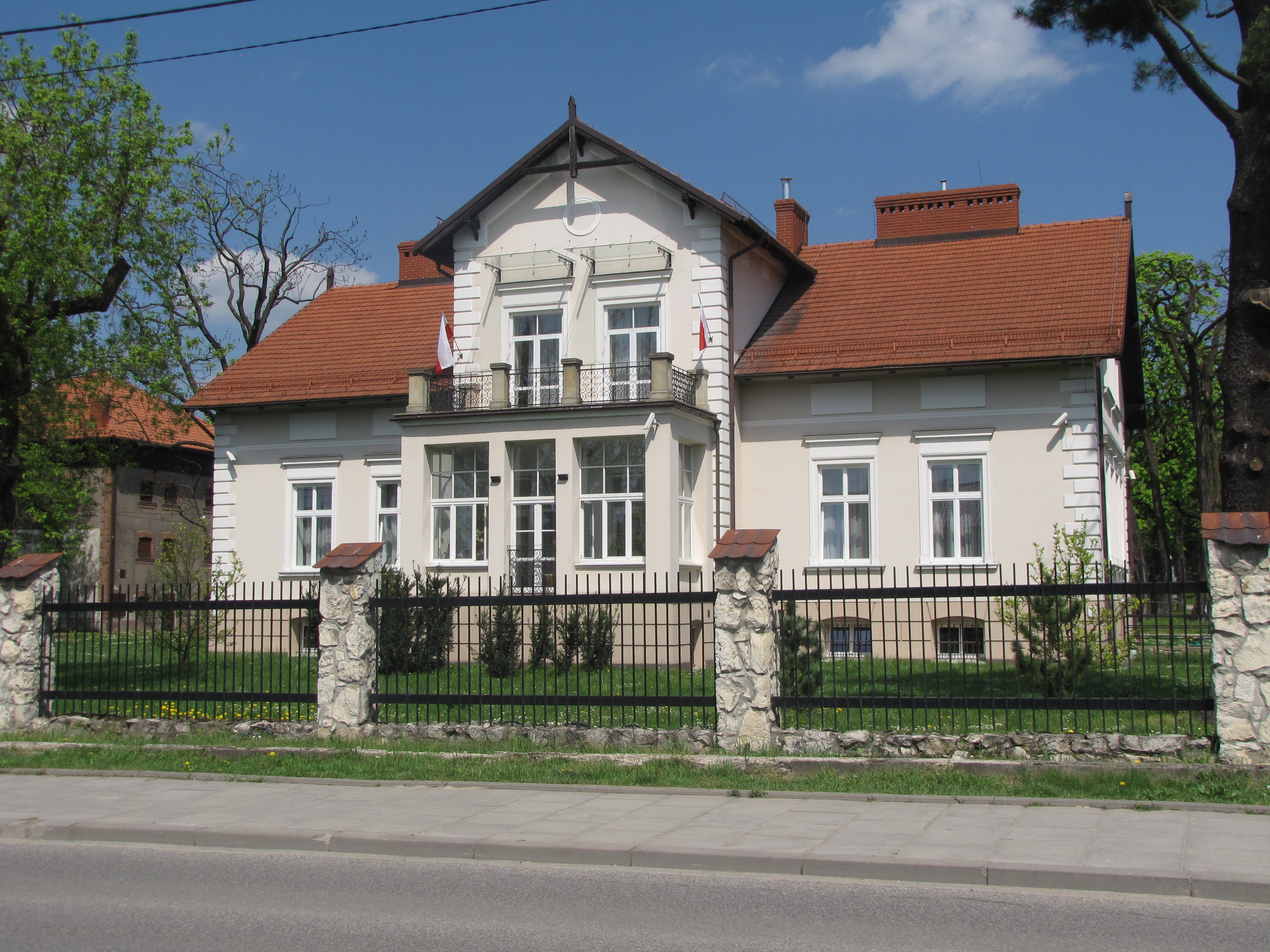
25. Dwór Schoenów z lat 80. XIX w., własność UR, ul. Balicka 253
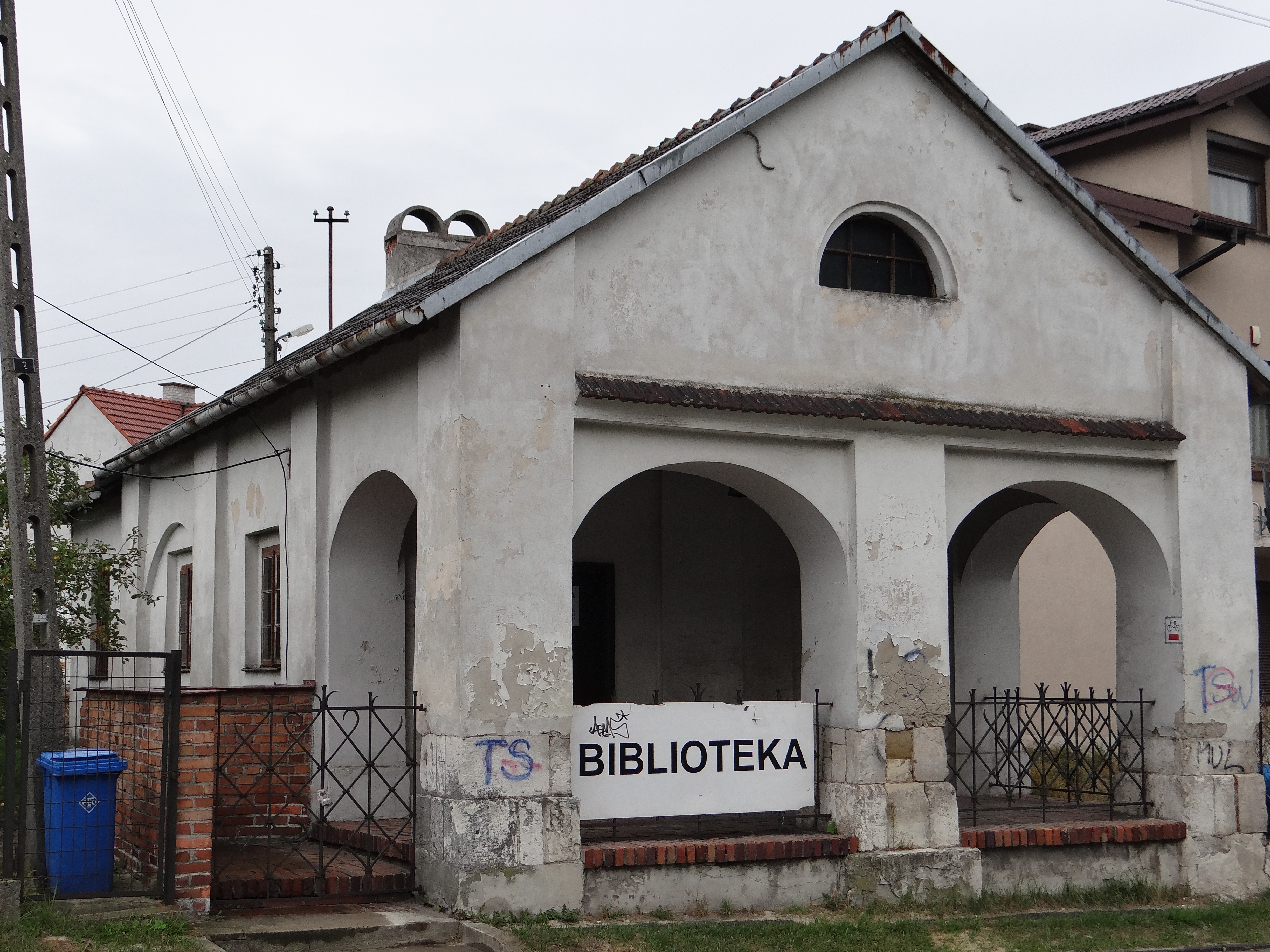
26.* Kuźnia w Mydlnikach z XIX w., ul. Balicka 297
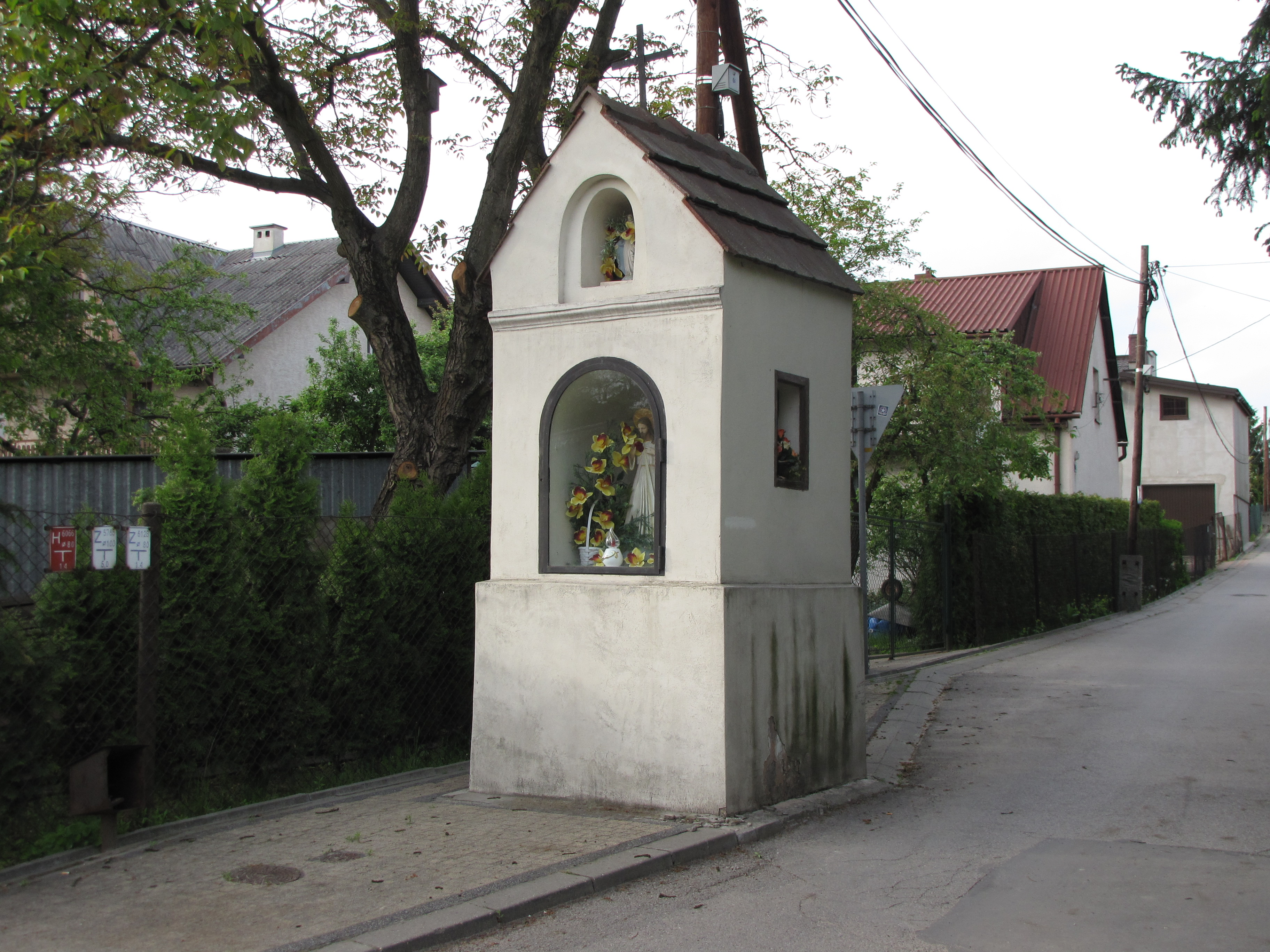
27.* Kapliczka wnękowa, pierwotnie z figurą Chrystusa, ul. Brzezińskiego
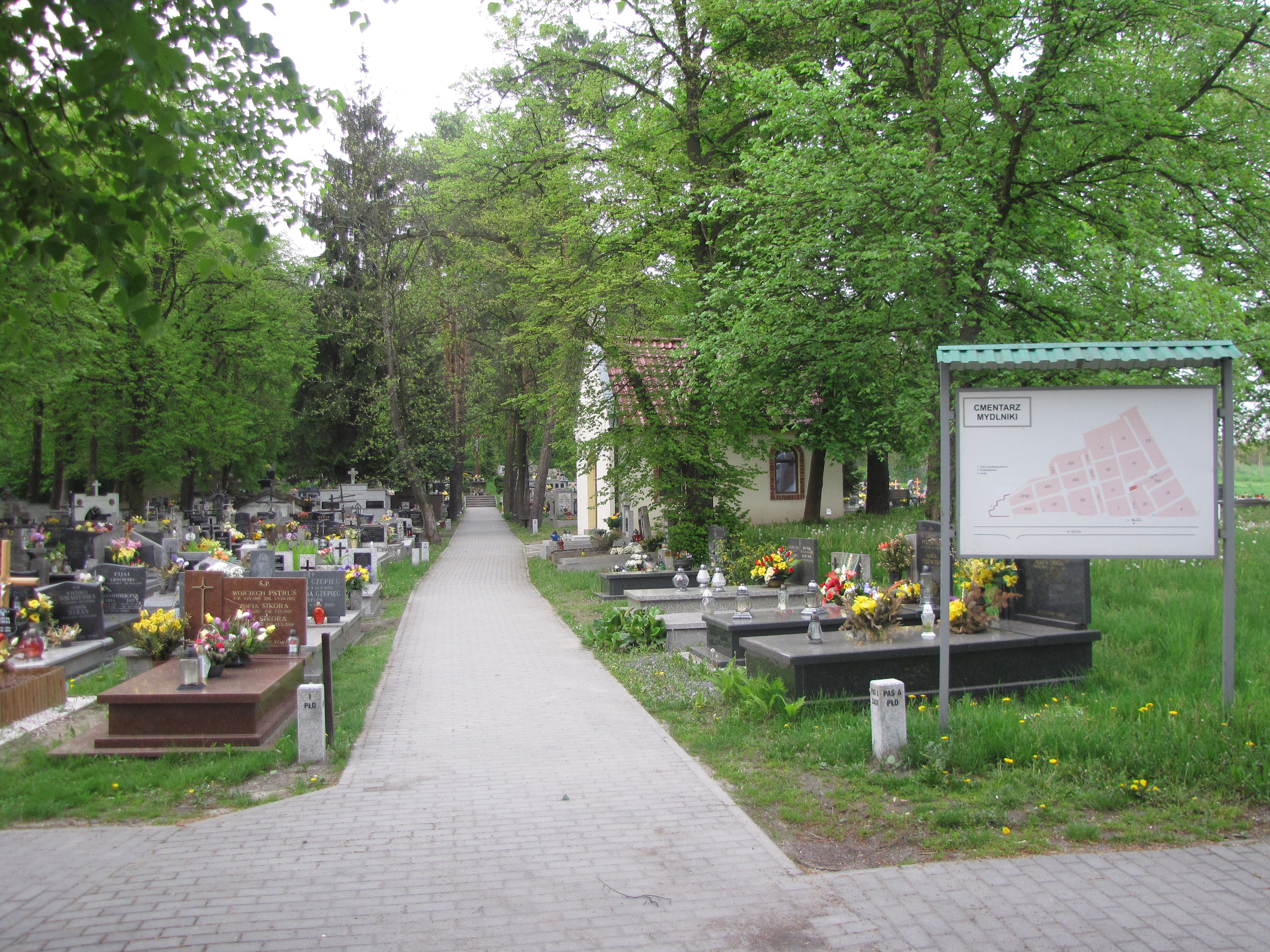
28.* Cmentarz w Mydlnikach założony w XIX w., ul. Balicka
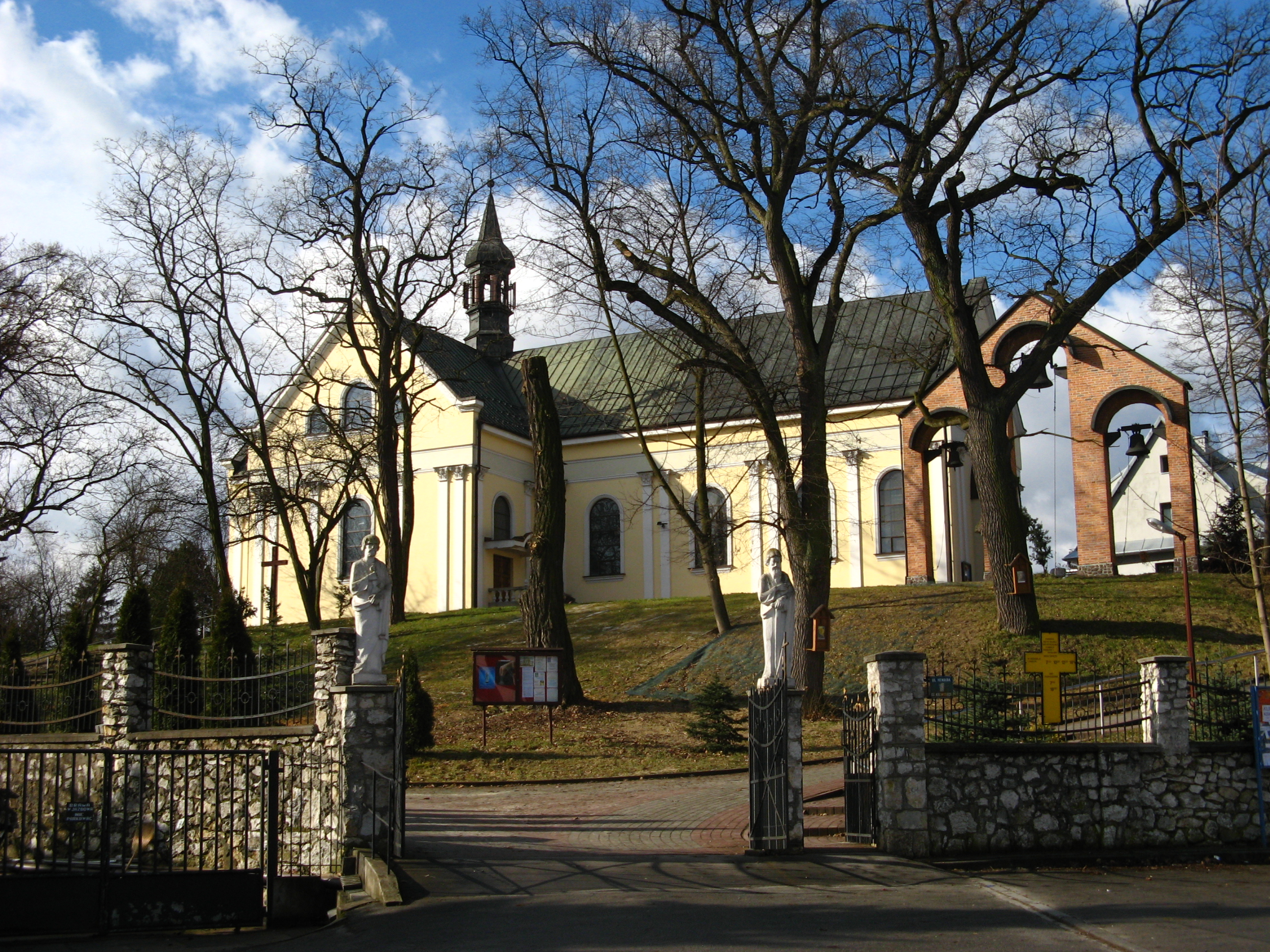
29.* Kościół MB Nieustającej Pomocy w miejscu dworu z XVII w., ul. Hemara
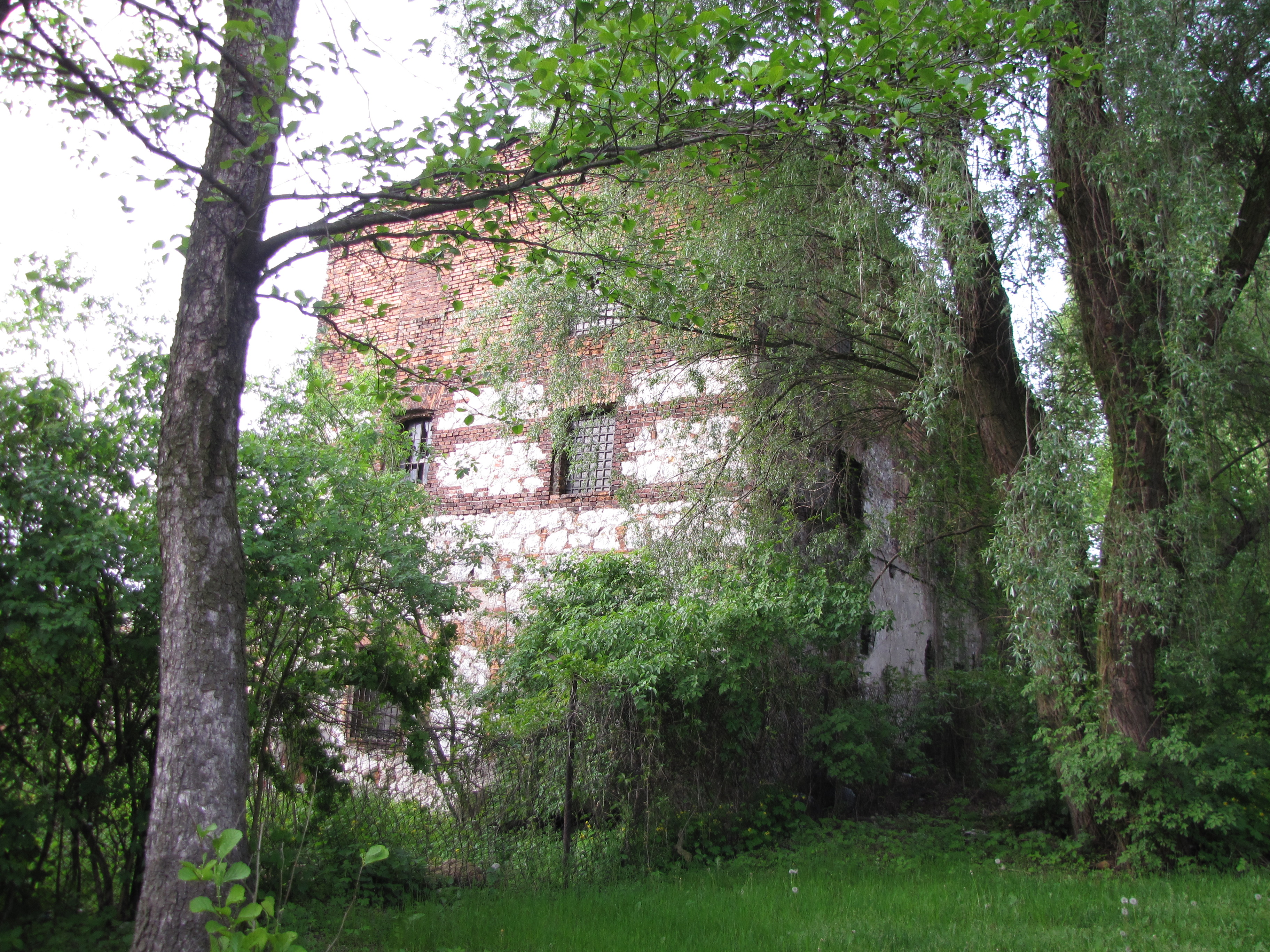
30.* Dawny młyn dworski w Mydlnikach, ul. Hemara
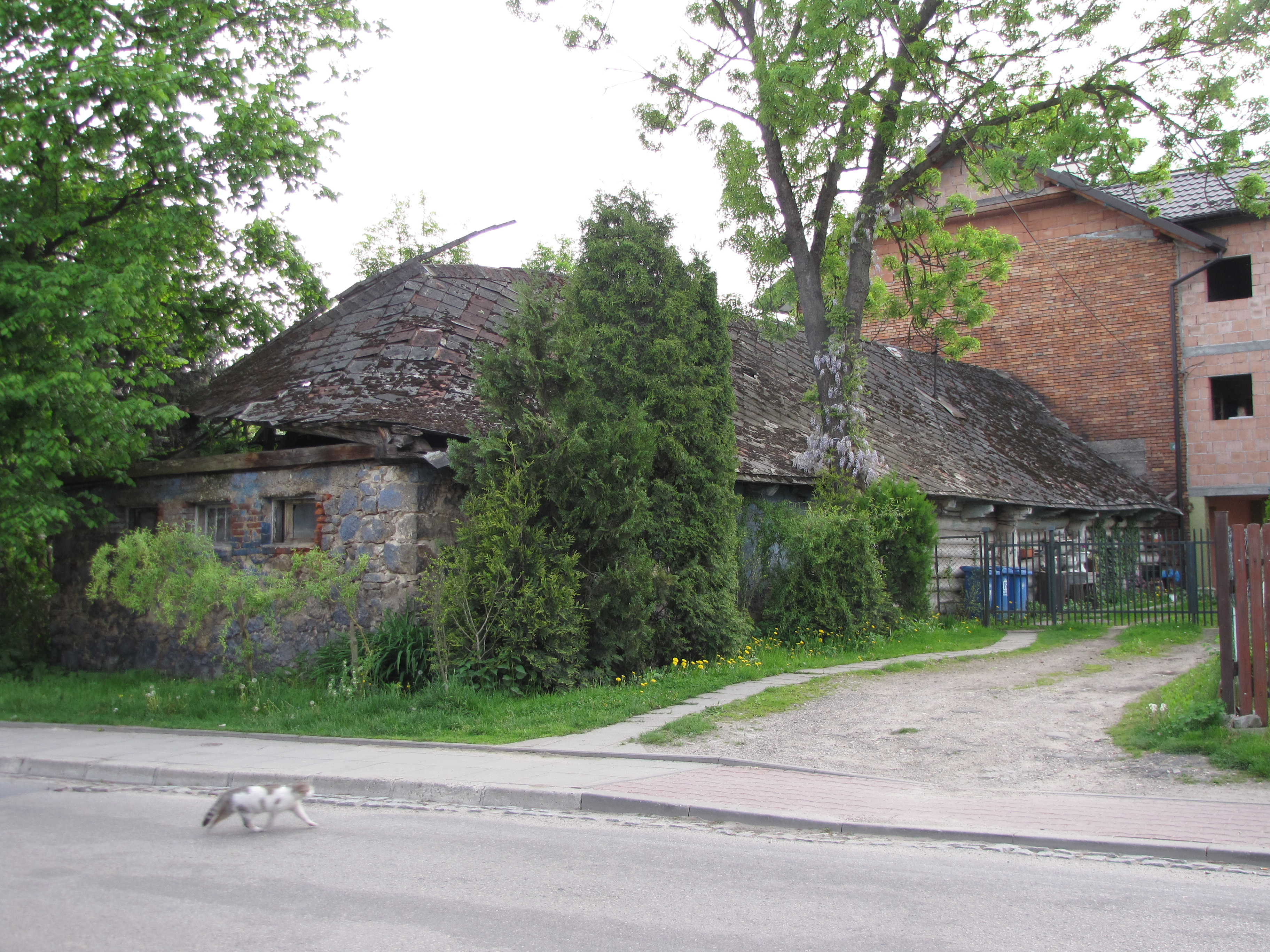
31. Drewniana chałupa z 1830 r. w Mydlnikach, ul. Zakliki z Mydlnik

### Zarzecze

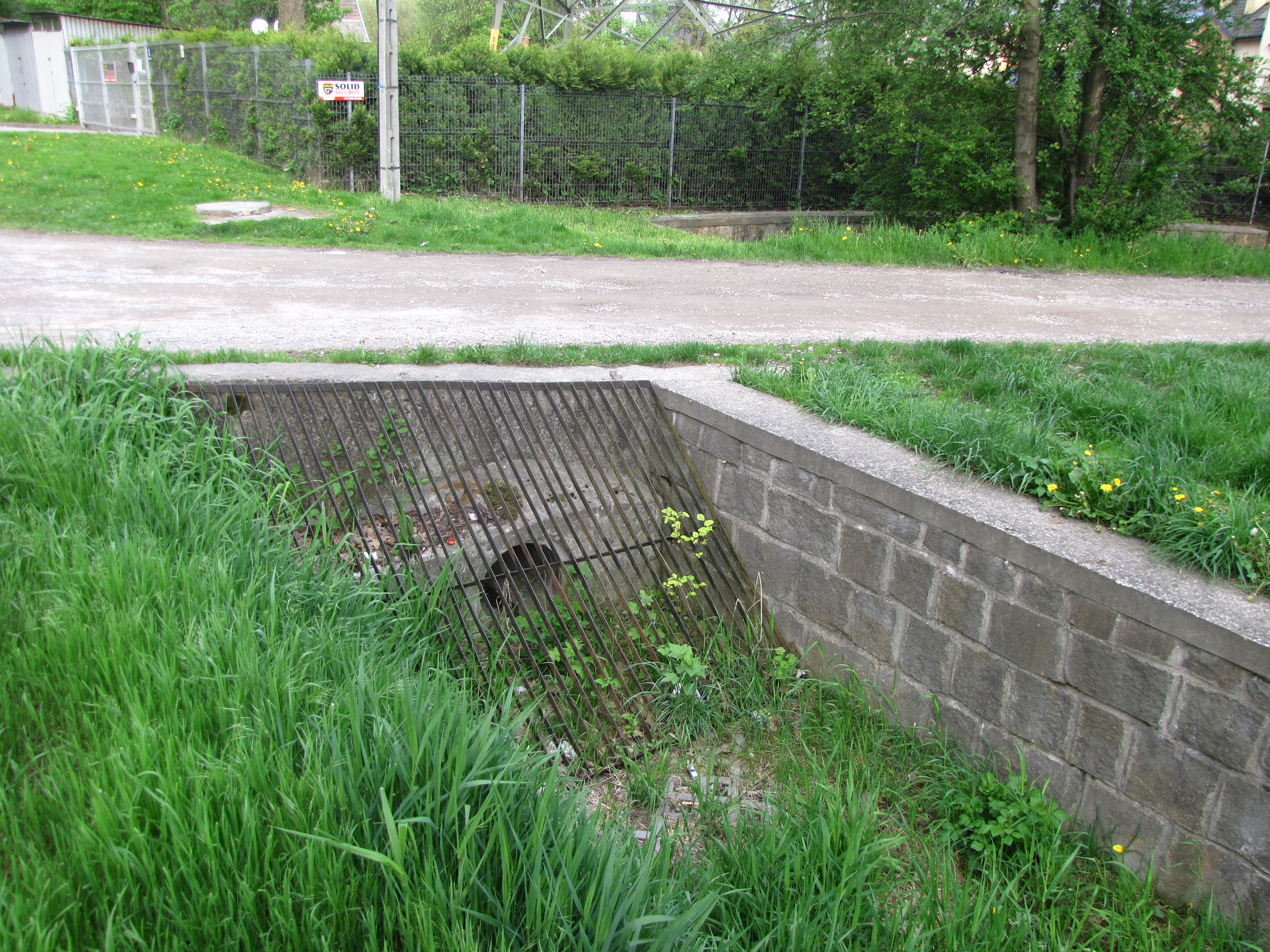
32. Dawne ujęcie wody z Młynówki Królewskiej dla młyna, ul. Filtrowa
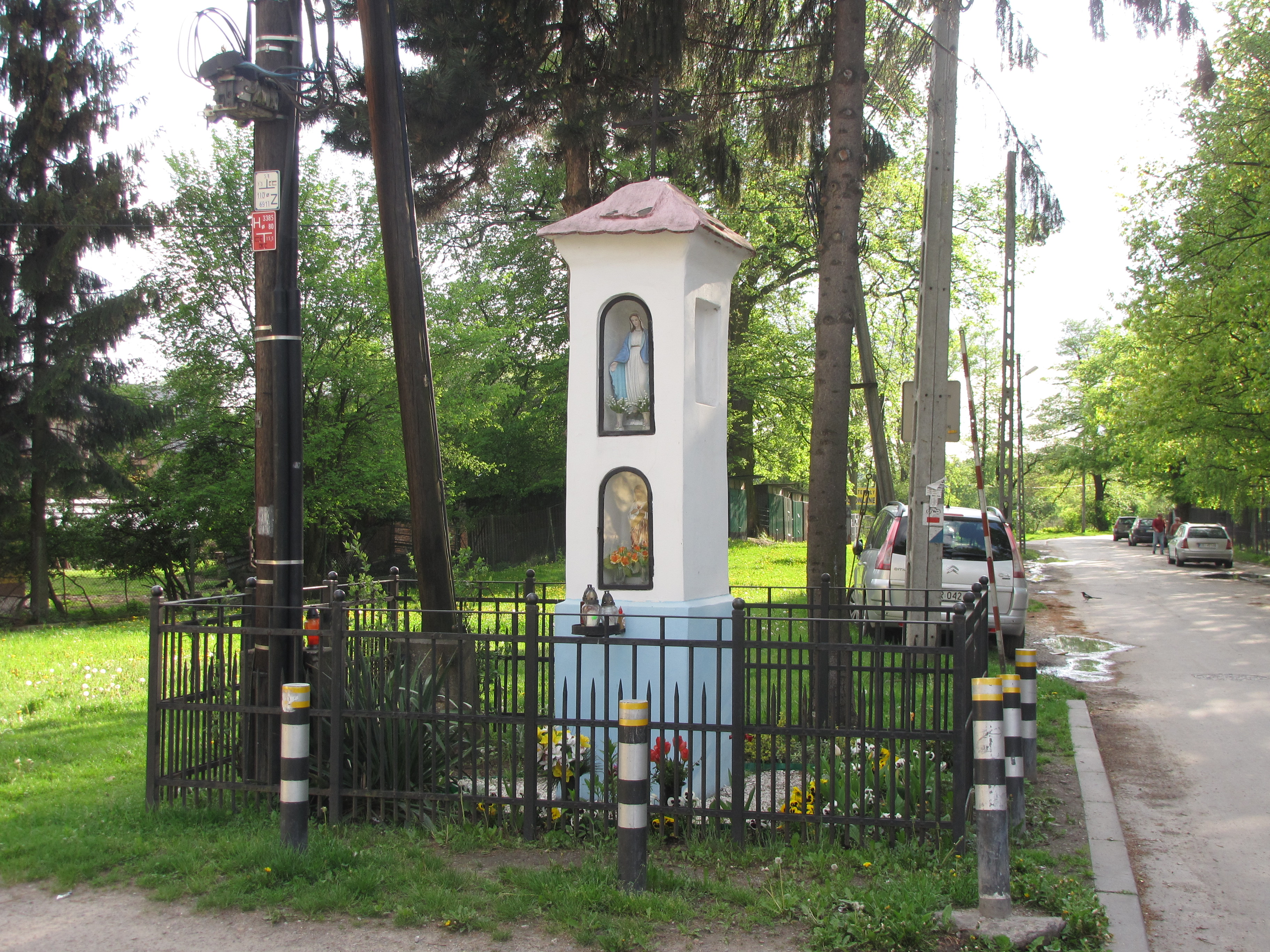
33. XIX-wieczna murowana kapliczka przy dawnym moście, ul. Filtrowa
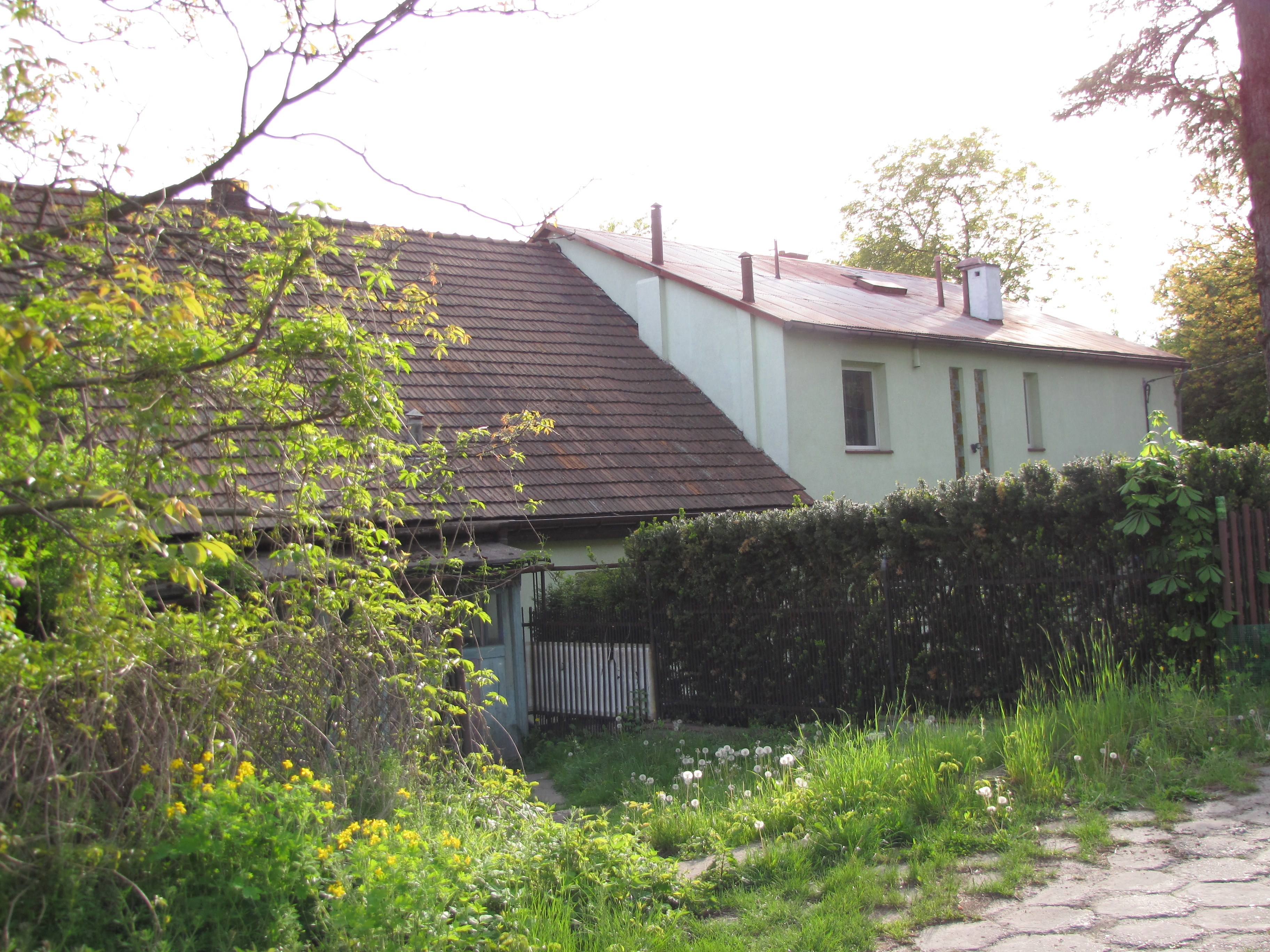
34.* Młyn bronowicki istniejący w latach 1304–1960, ul. Na Błonie 52
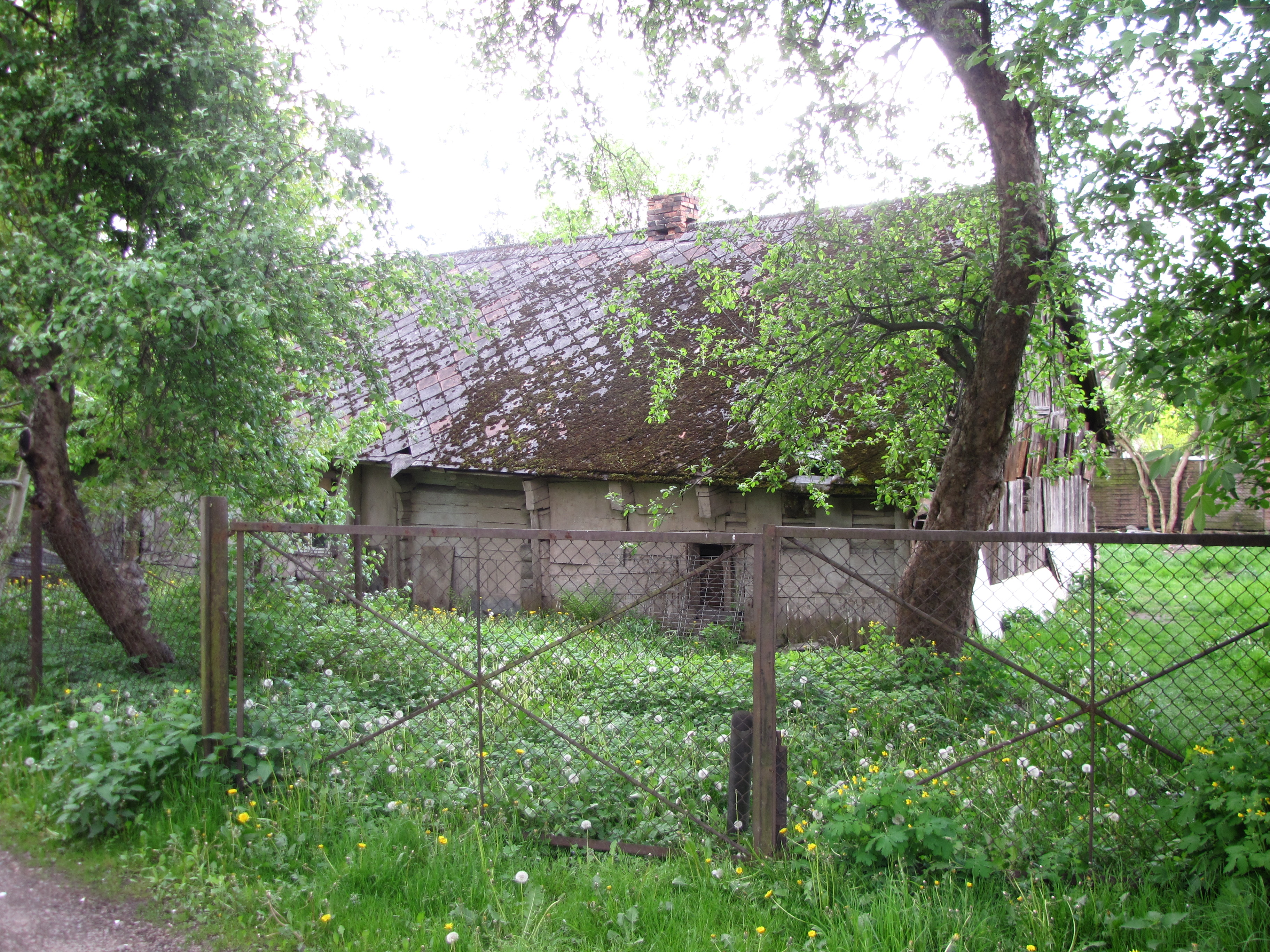
35.* Drewniana chałupa z XIX / XX w. z zabytkową piwnicą, ul. Na Błonie 27
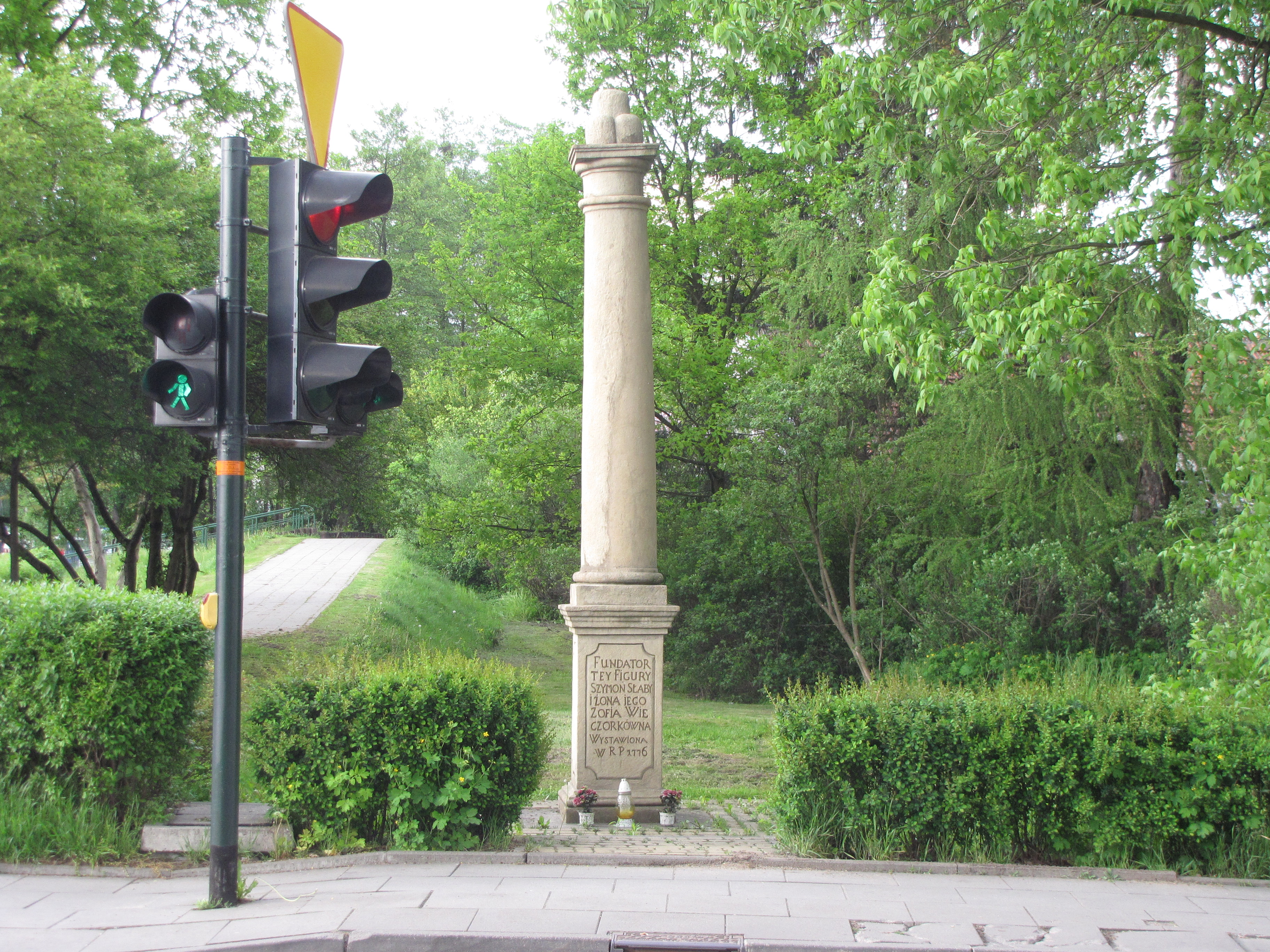
36. Kolumna młynarza Szymona Słabego z 1776 r., ul. Zarzecze
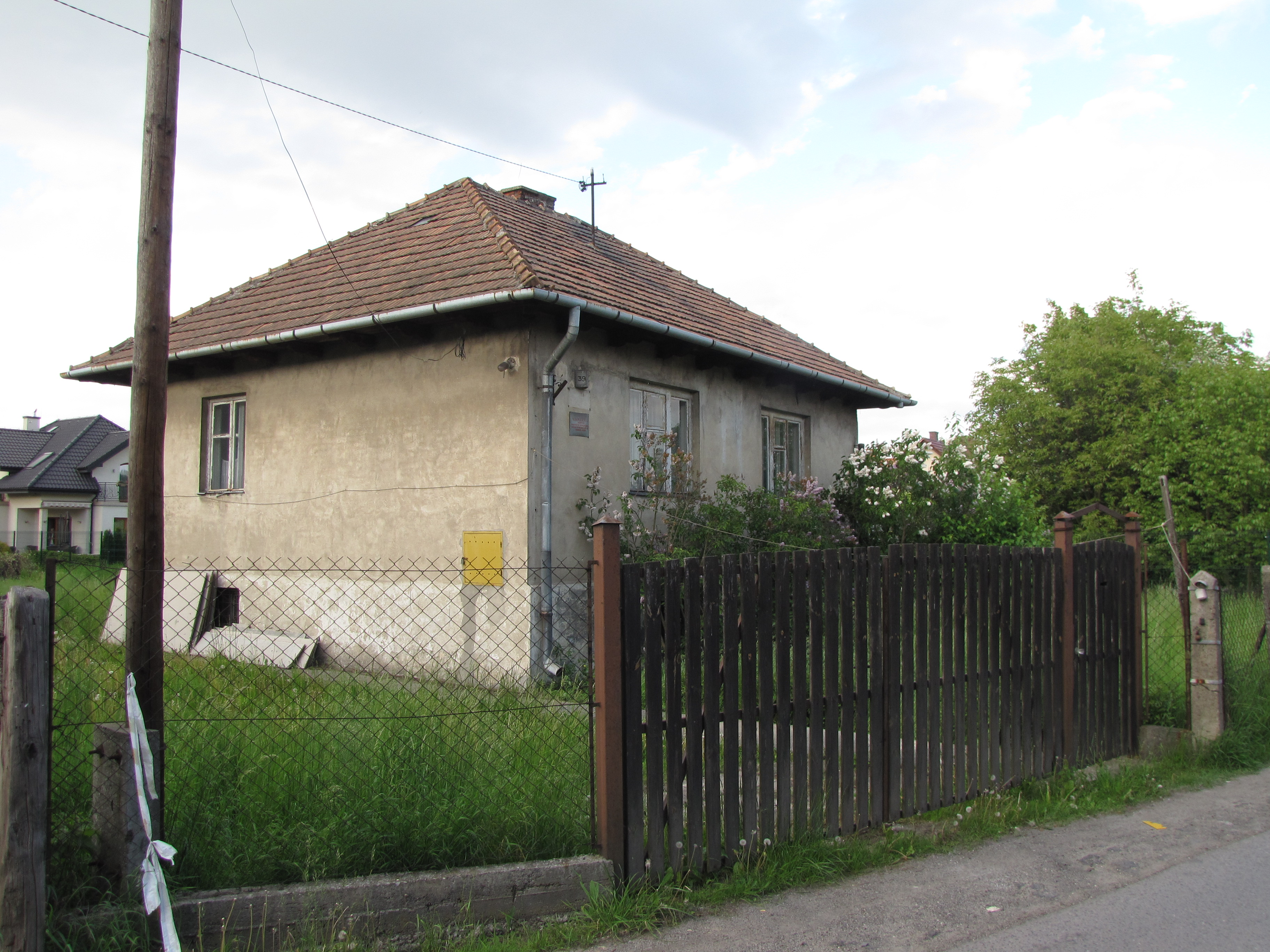
37.* Ul. Hamernia 39, miejsce kuźni o tradycji sięgającej XVI w.

### Bronowice Małe – Wschód

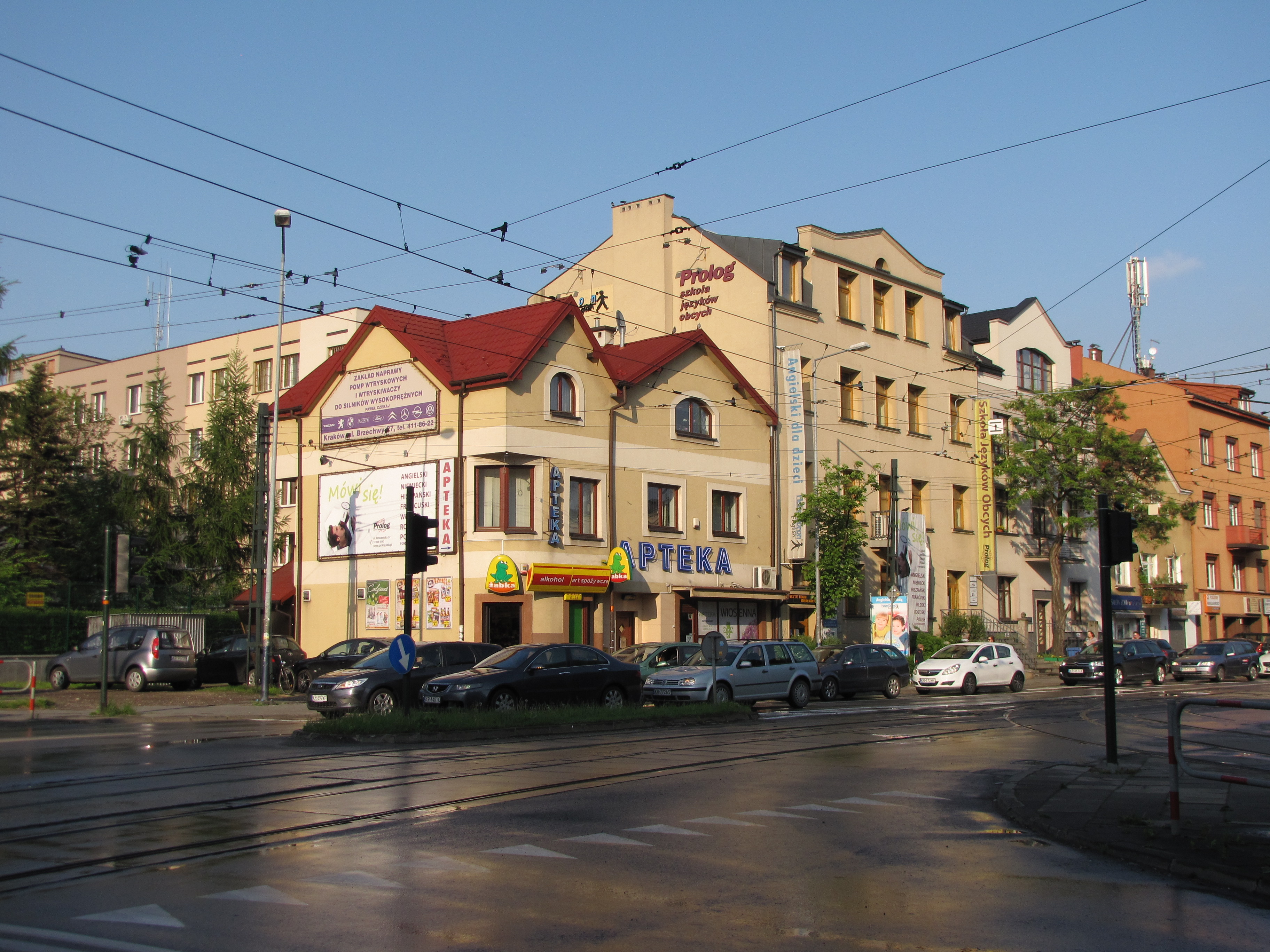
38. Róg ul. Bronowickiej i L. Rydla, miejsce dawnej rogatki bronowickiej
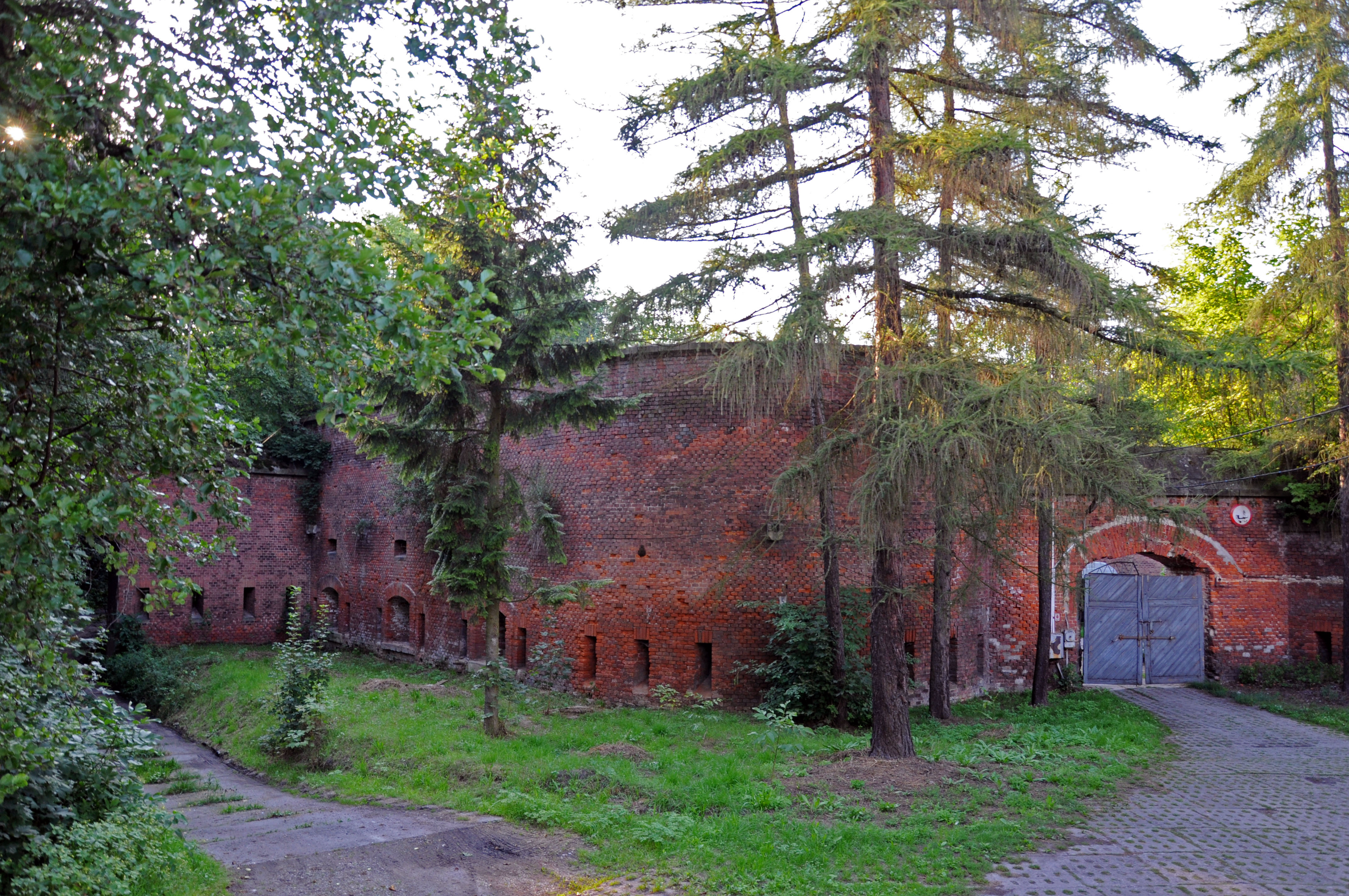
39.* Fort reditowy 7 „Za Rzeką”, ul. Rydla
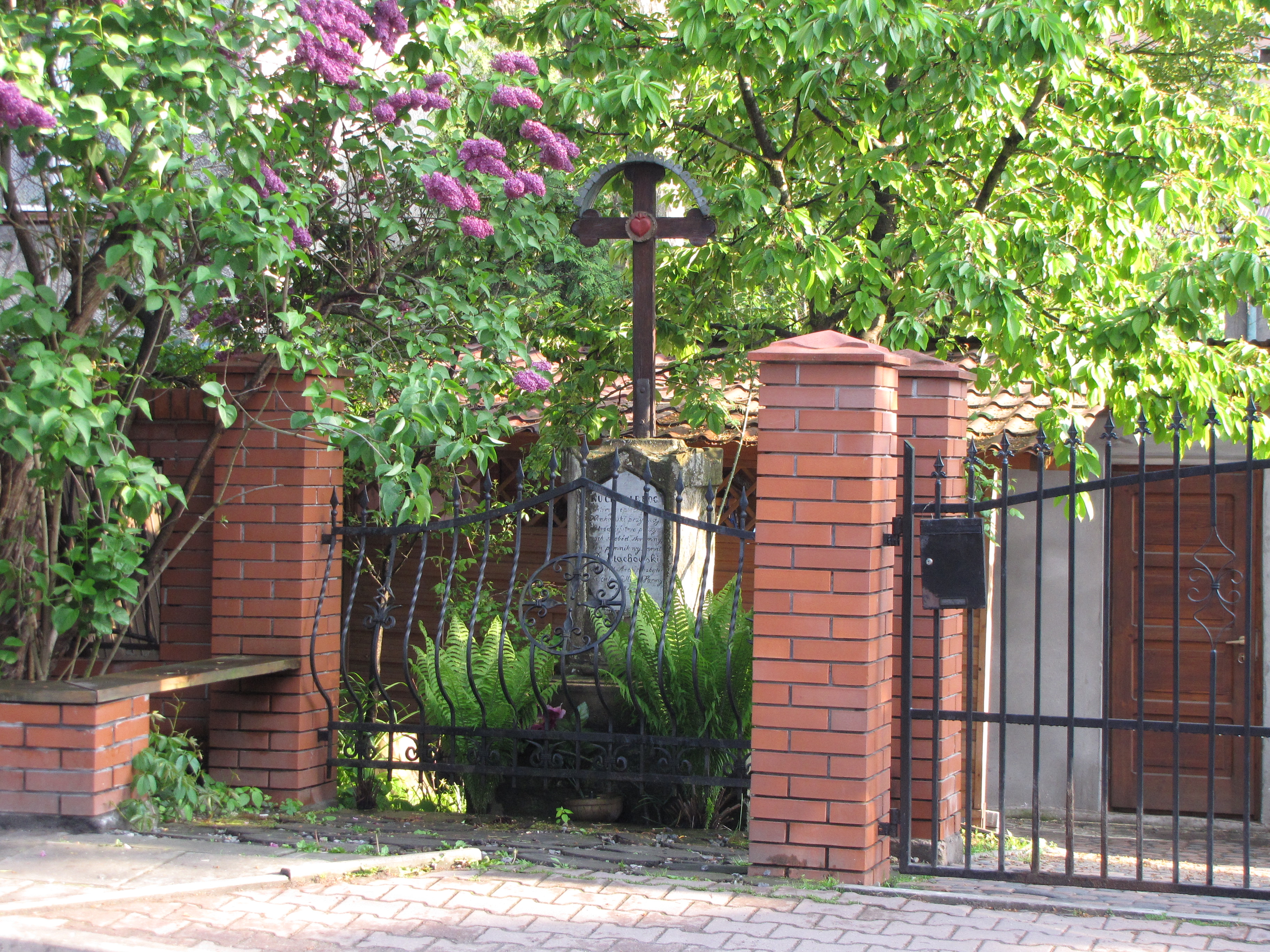
40.* Krzyż upamiętniający powstanie krakowskie – ul. Złoty Róg 28
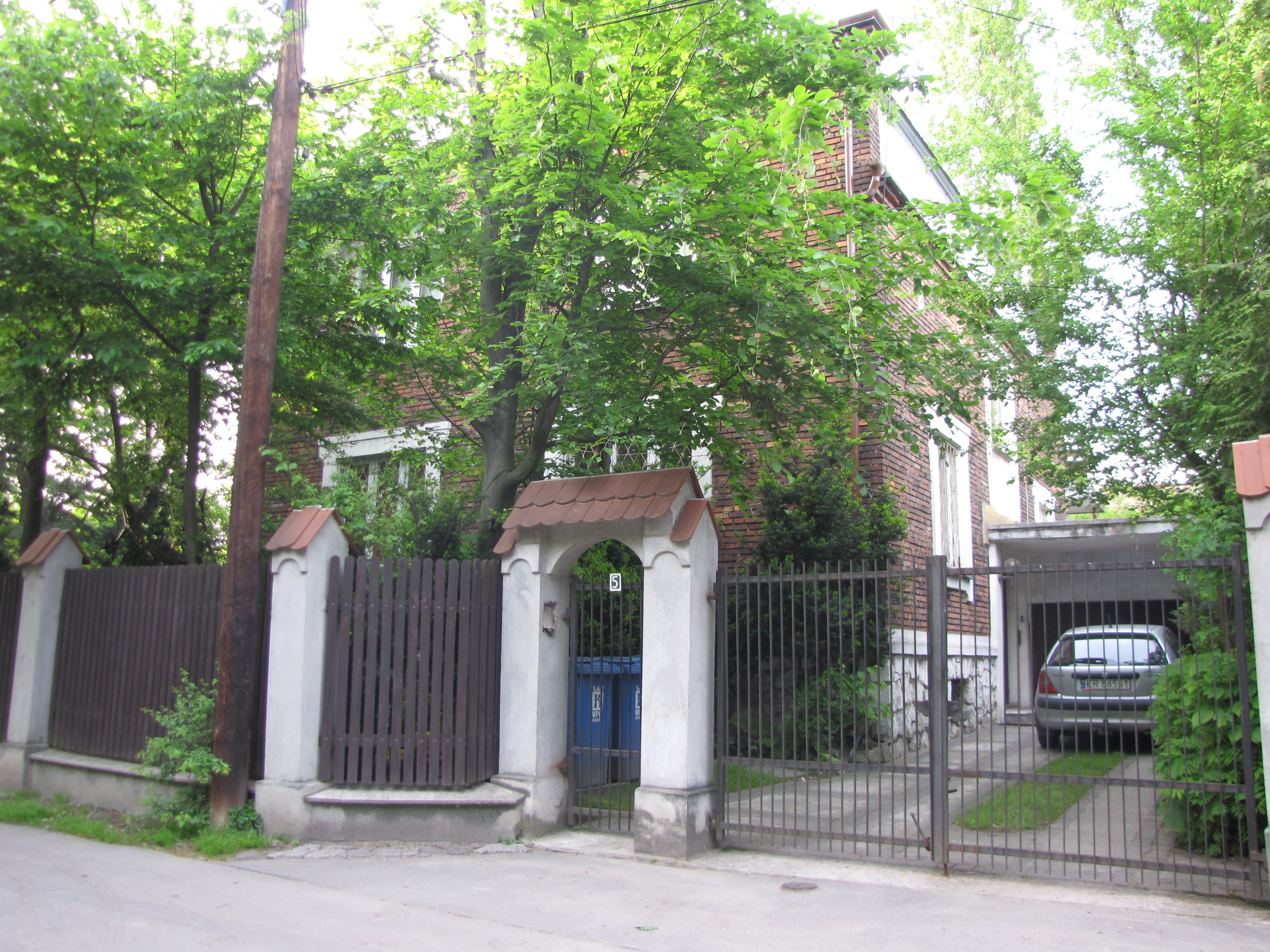
41.* Siedziba Gminy Bronowice Małe w latach 1935–1941, ul. Wernyhory 5